# Karelia

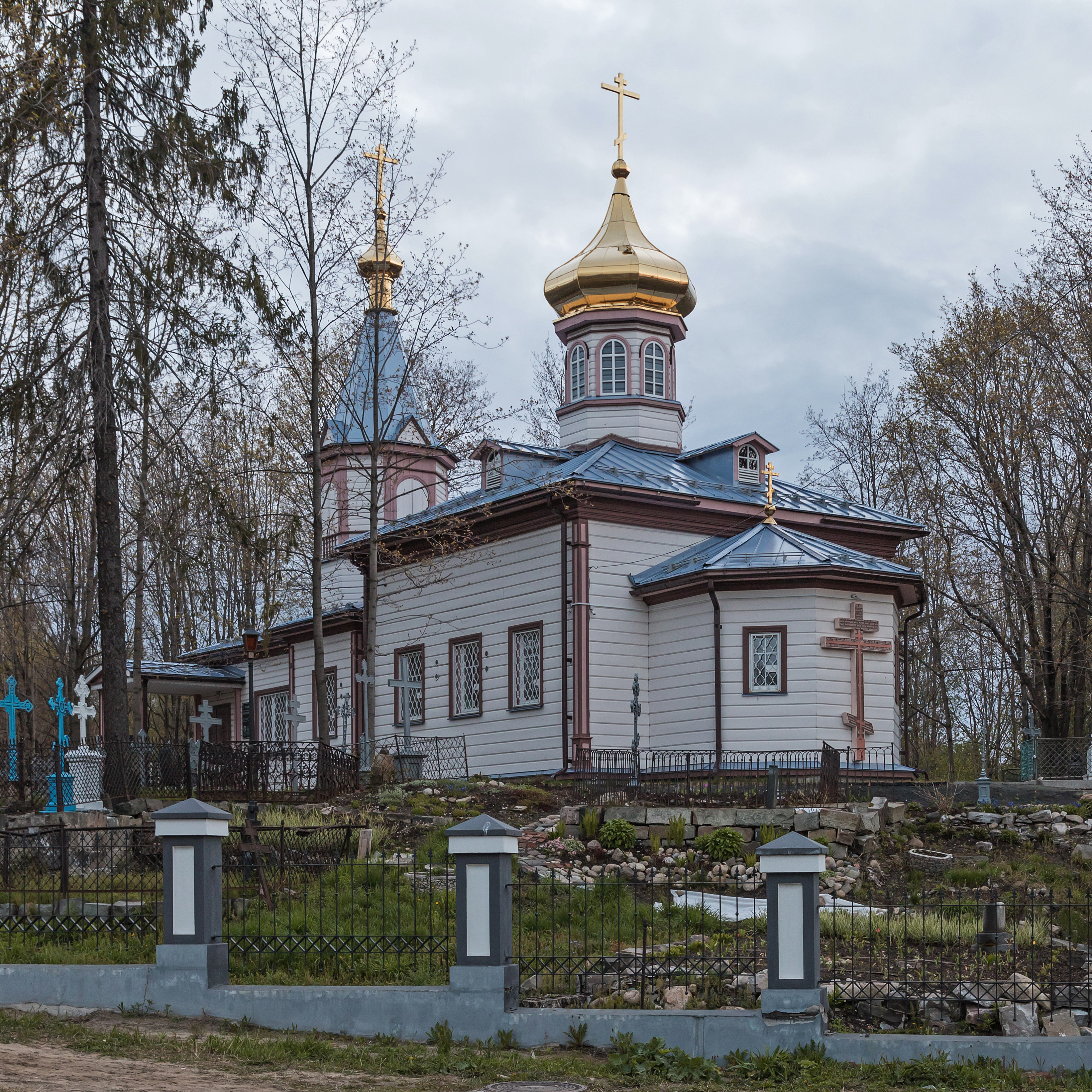
Cerkiew w stolicy Karelii – Pietrozawodsku

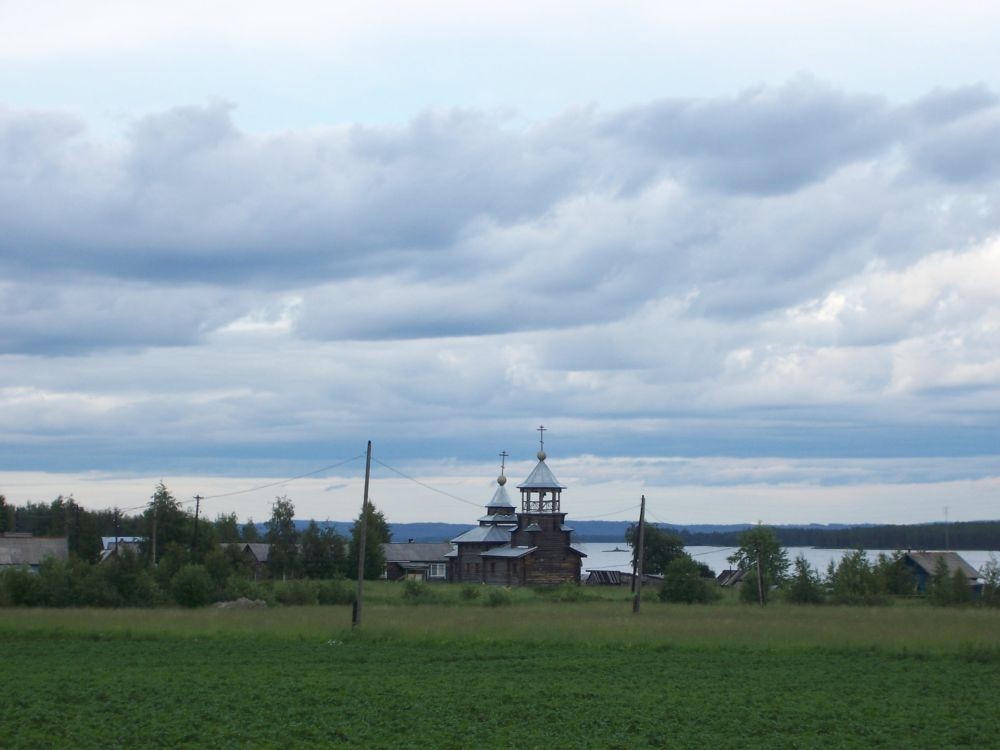
Jedna z wiosek w Karelii

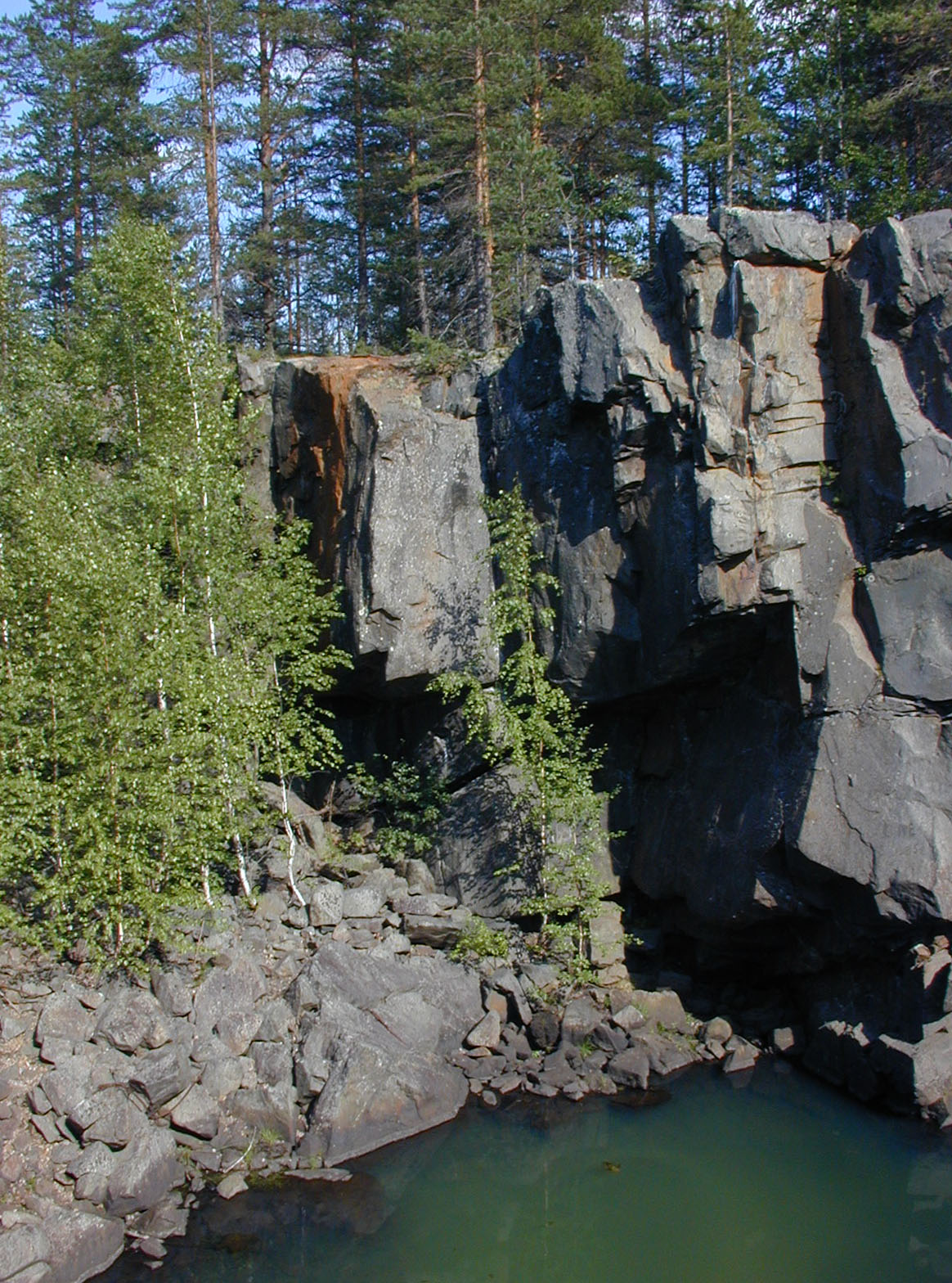
Karelskie skały

Karelia (ros. Карелия, karel. i fiń. Karjala); oficjalna nazwa Republika Karelii (w urzędowym na terenie kraju języku rosyjskim – Республика Карелия – Riespublika Karielija, w karelskim Karjalan tazavaldu, fińskim – Karjalan tasavalta) – autonomiczna republika wchodząca w skład Federacji Rosyjskiej.

## Geografia

### Położenie
Karelia położona jest w północnej Europie, między Morzem Białym a Finlandią, na północnym zachodzie europejskiej części Rosji, na wschodzie obszaru określanego niekiedy jako Międzymorze Fińsko-Karelskie.
Na zachodzie Karelia posiada 723 km granicę z Finlandią. Wewnątrz Federacji Rosyjskiej kraj graniczy na południu z obwodem leningradzkim i obwodem wołogodzkim, na północy z obwodem murmańskim, zaś na wschodzie z obwodem archangielskim. Część granic Karelii stanowią zbiorniki wodne: na wschodzie kraju znajduje się Morze Białe (linia brzegowa w Karelii ma 630 km długości), na południu – Jezioro Ładoga i Jezioro Onega.
Długość kraju z północy na południe wynosi 660 km, a ze wschodu na zachód – 424 km.
Historycznie Karelia obejmowała nieco większe terytorium, poza powierzchnią obecnej republiki składały się na nie także pewne obszary wchodzące obecnie w skład Finlandii i Rosji właściwej, a południowy skrawek kraju, zwany Przesmykiem Karelskim sięgał Morza Bałtyckiego.

### Strefa czasowa
Karelia należy do moskiewskiej strefy czasowej (MSK). UTC +4:00 przez cały rok. Wcześniej, przed 27 marca 2011 roku, obowiązywał czas standardowy (zimowy) strefy UTC+3:00, a czas letni – UTC+4:00.

### Przynależność administracyjna
Karelia stanowi część utworzonego w 2000 rosyjskiego Północno-Zachodniego Okręgu Federalnego.

## Powierzchnia
Karelia ma powierzchnię 180 500 km² (co stanowi 1,06% powierzchni Rosji), z czego 49% stanowią lasy, a 25% – wody.

### Rzeźba terenu
Rzeźbę terenu stanowią na ogół łagodnie pofałdowane równiny, na zachodzie przechodzące w wyżynę, określaną jako Wzniesienia Karelskie. Najwyższy punkt w kraju wznosi się na wysokość 576 m n.p.m.
Na powierzchni kraju wyraźnie widać ślady niedawnej działalności lodowców; krystaliczna rzeźba podłoża została silnie przekształcona przez lodowiec, zaś wzniesienia – wygładzone i zaokrąglone. Pozostałościami polodowcowymi są występujące w Karelii m.in. moreny, ozy i kemy. Także większość jezior ma polodowcowy charakter.

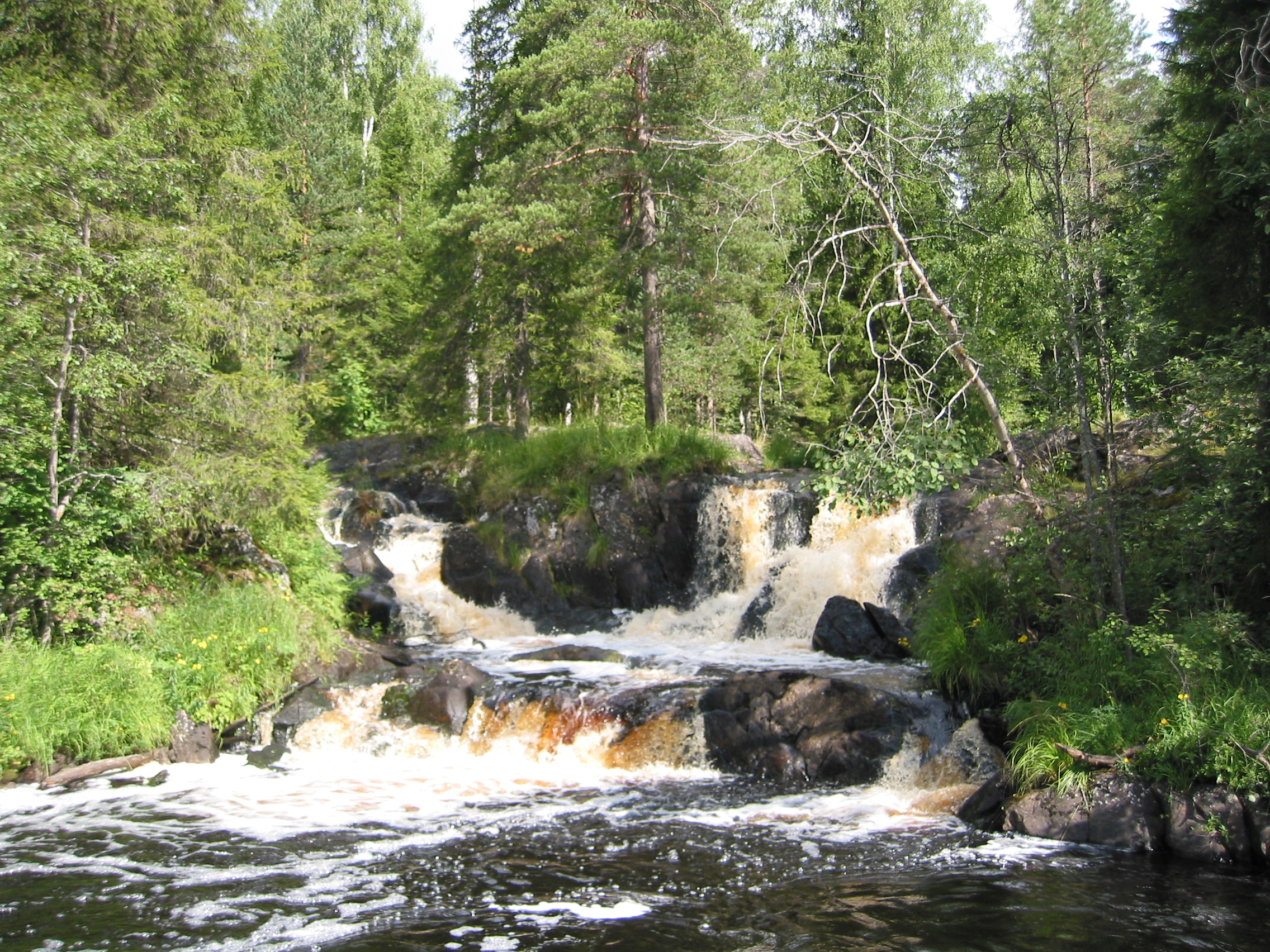
Karelski wodospad

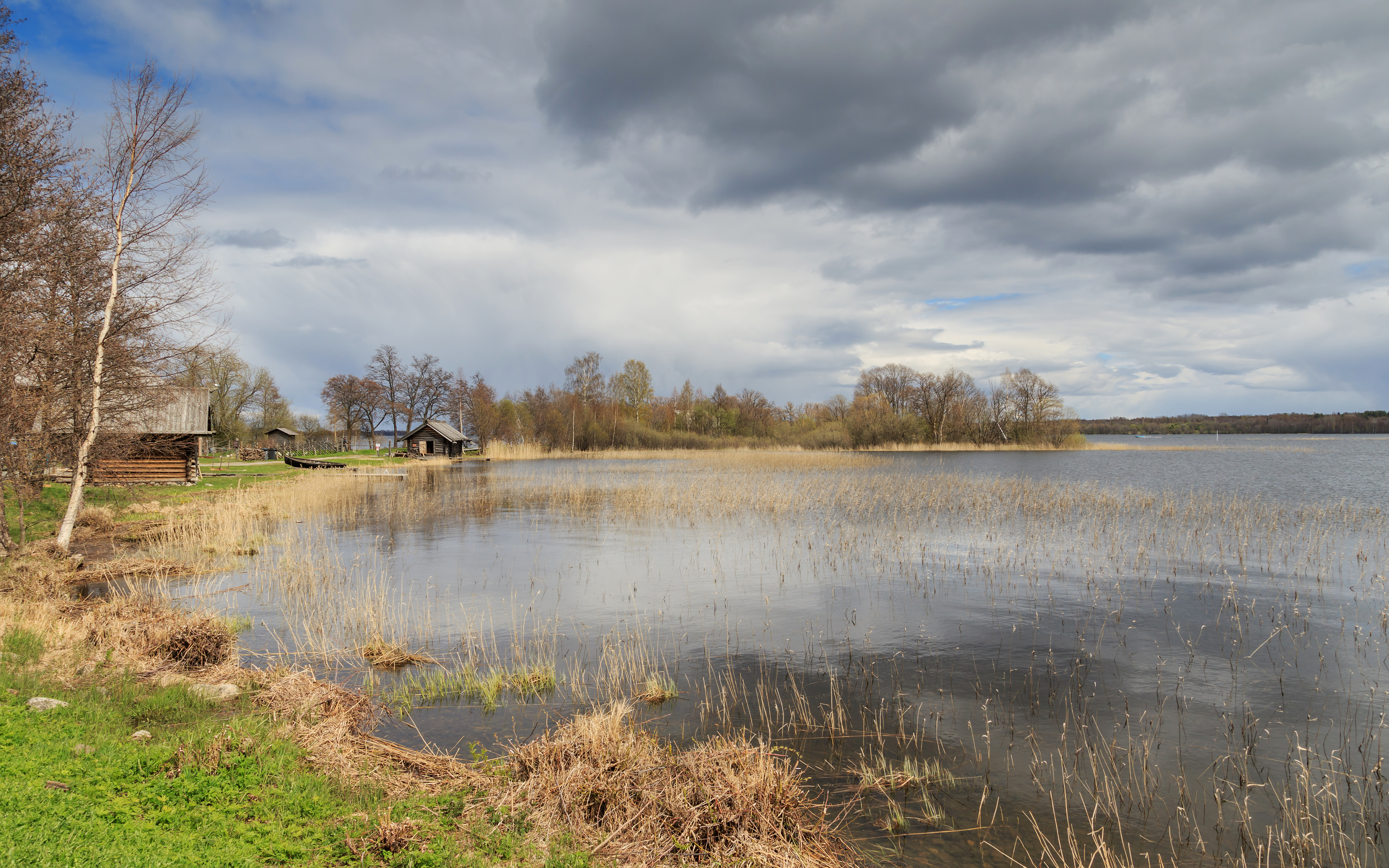
Karelskie jezioro

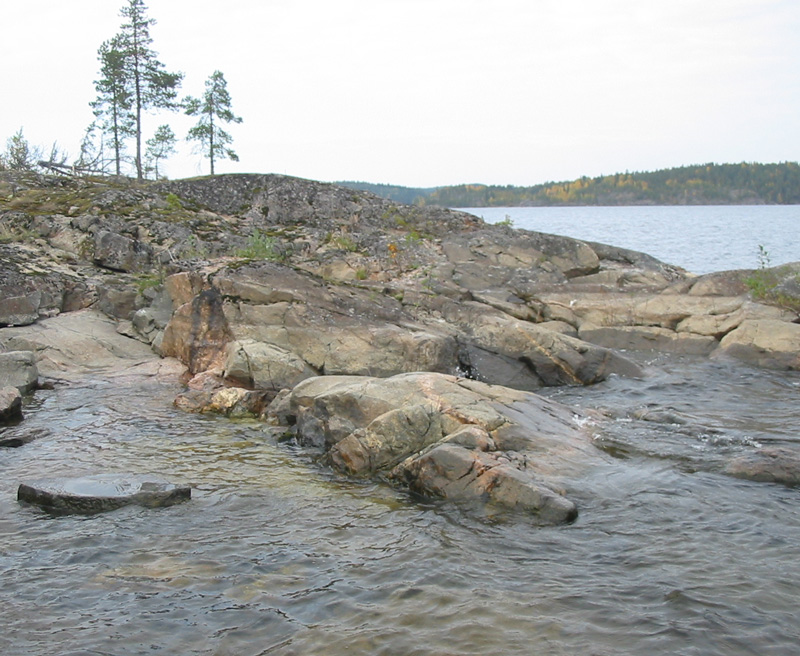
Jezioro Ładoga

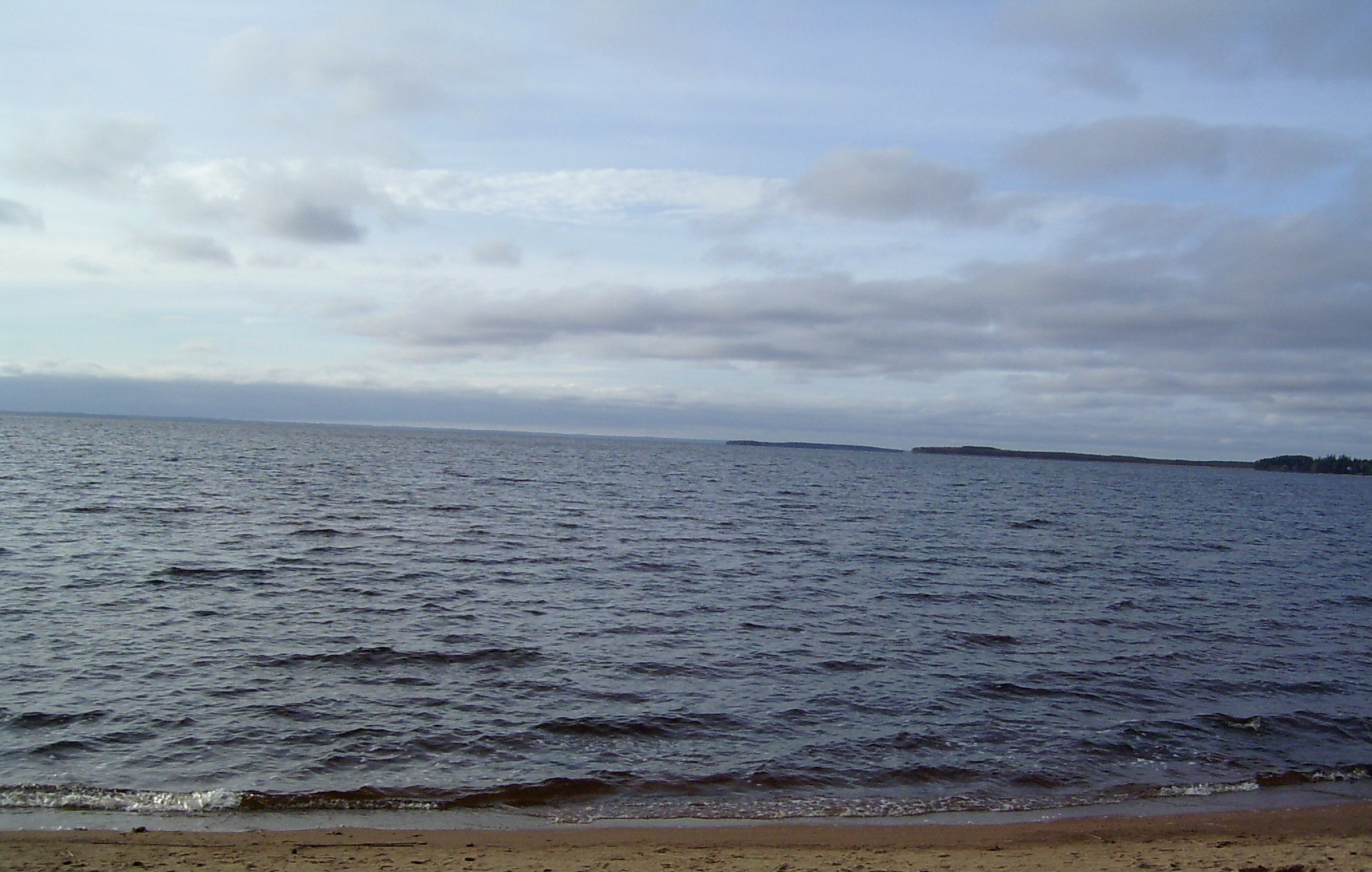
Jezioro Siamoziero

### Wody
Na terenie Republiki znajduje się ok. 66 tys. jezior, a także bardzo liczne rzeki i strumienie. W związku z tak wielkim nagromadzeniem cieków i zbiorników wodnych dość duże obszary kraju stanowią bagna i torfowiska.
Przez ziemie Karelii przepływa około 27 tysięcy rzek i strumieni. Rocznie przepływa przez nie 56 km³ wody. Zdecydowana część rzek należy do zlewiska Morza Białego, jedynie cieki wodne z południowo-zachodniej części kraju bezpośrednio lub pośrednio wpadają do Bałtyku. Największymi rzekami Karelii są Kiem, Kieriet, Suna, Szuja, Wodła i Wyg.
Na terenie Karelii znajduje się ponad 66 tysięcy większych i mniejszych jezior. Większość z nich jest pochodzenia lodowcowego. Wiele jezior tworzy powiązane ze sobą rzekami skomplikowane systemy wodne. Największymi zbiornikami wodnymi są leżące częściowo na terenie kraju dwa największe jeziora Europy – Onega i Ładoga. Poza nimi do największych jezior Karelii zalicza się Kieriet´, Kujto, Leksoziero, Niuk, Ondoziero, Piaoziero, Siegoziero, Suojarwi, Topoziero, Wodłoziero i Wygoziero.

## Geologia
Karelskie gleby należą do mało urodzajnych. Na terenie kraju przeważają gleby bielicowe i brunatne, które rozwinęły się na podłożu gliniastym i piaszczystym.
Pod względem geologicznym obszar Karelii należy do najstarszej części Europy – tarczy fennoskandzkiej (bałtyckiej). Obszar ten zbudowany jest w głównej mierze ze skał prekambryjskich: granitów, gnejsów i łupków. Całość została silnie przekształcona przez lodowiec.

## Klimat

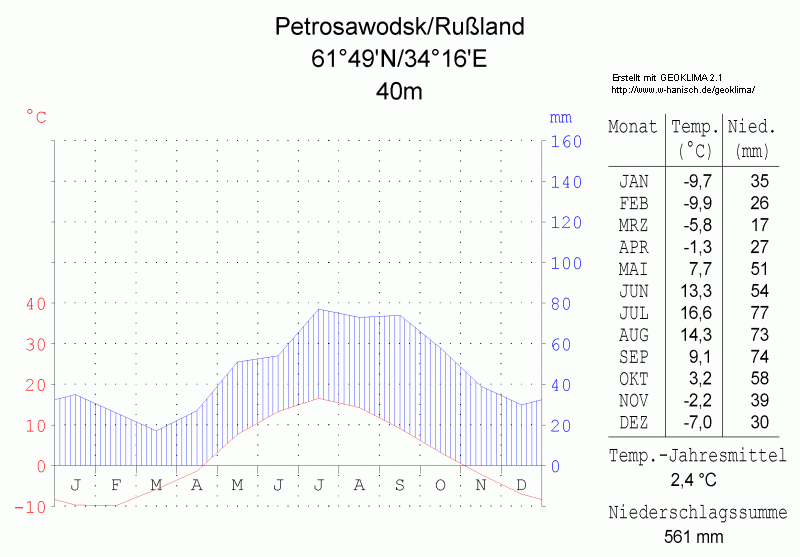
Klimat regionu na przykładzie wielkości temperatur i opadów w stolicy kraju – Pietrozawodsku

Karelia posiada względnie łagodny klimat. Należy on do klimatów umiarkowanych chłodnych, przechodnich między klimatem umiarkowanym chłodnym morskim a klimatem umiarkowanym chłodnym kontynentalnym.
Średnia roczna temperatura powietrza wynosi 3 °C. Średnia temperatura najchłodniejszego miesiąca – lutego wynosi −11 °C, zaś najcieplejszego – czerwca 17 °C. Najniższa zanotowana na terenie kraju temperatura to −44 °C, zaś najwyższa 33 °C. W Karelii notuje się wysoki poziom opadów, głównie w postaci deszczu. Największy poziom opadów występuje w sierpniu.

## Roślinność

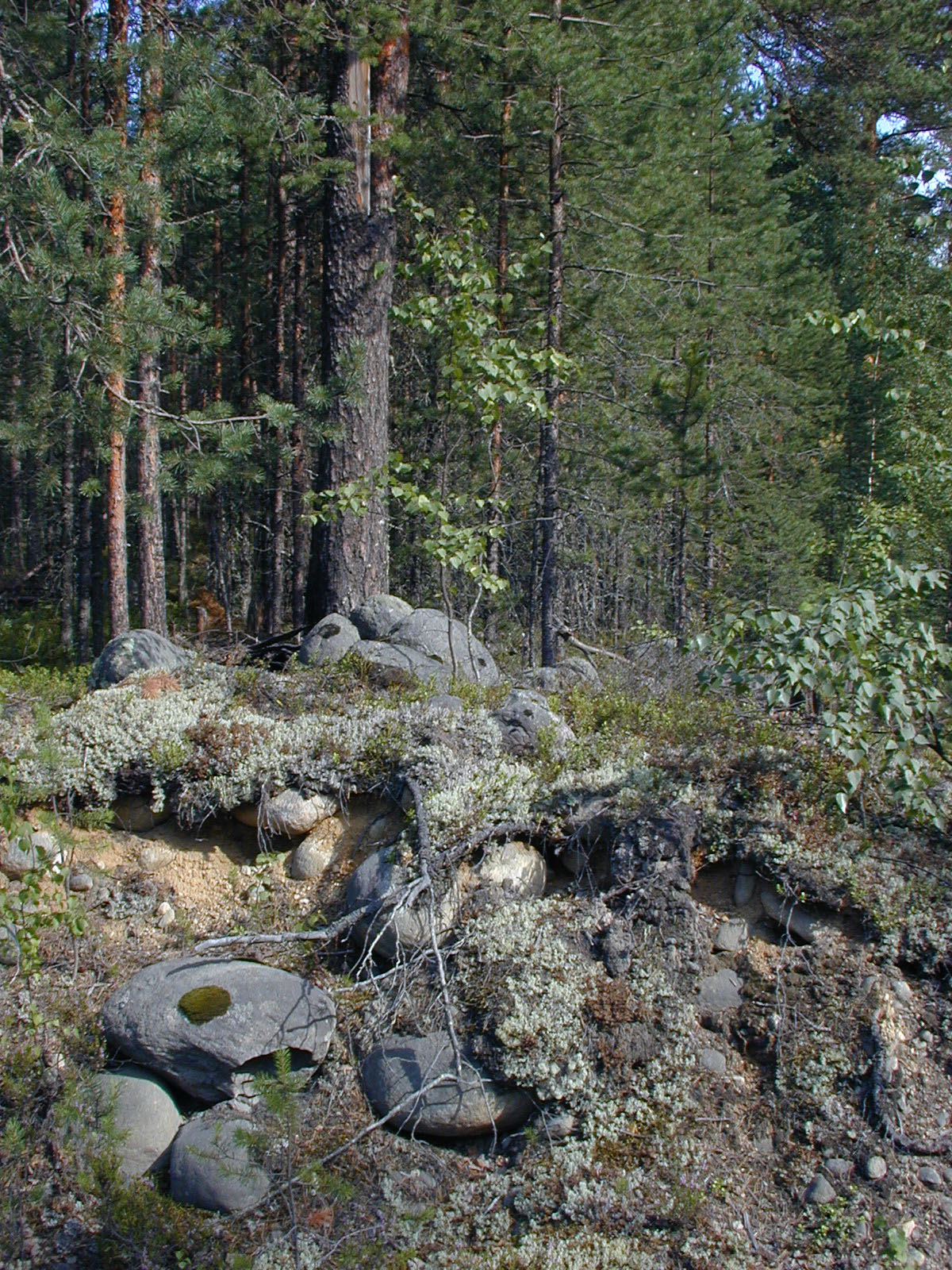
Karelski las

Świat roślinny Karelii uformował się w ciągu minionych ok. 10–15 tys. lat, tj. po ustąpieniu ostatniego lądolodu. Na terenie republiki dominują lasy. Stanowią one 49% całej powierzchni kraju (65% powierzchni lądów). Są to lasy iglaste, na północy sosnowe, na południu sosnowo-świerkowe. Głównym gatunkiem jest sosna zwyczajna i świerk pospolity. Rzadziej występują świerk fiński (na północy kraju) i świerk syberyjski (na wschodzie).
Liściaste gatunki występują głównie na południu i należą do nich: brzoza omszona, brzoza brodawkowata, osika, rzadziej lipa, wiąz, klon i olcha czarna.
W runie karelskich lasów występują liczne rośliny o jadalnych owocach: dzikie jagody maliny, borówki, moroszki i żurawiny, a na południu także rośliny wytwarzające owoce typu jagoda (poziomki i dzikie porzeczki).

## Świat zwierzęcy
Skład karelskiej fauny ostatecznie ukształtował się po zakończeniu ostatniego zlodowacenia, a ponadto został w XX w. powiększony o aklimatyzowane gatunki z Ameryki Północnej i Azji.

### Ssaki
Na terenie Republiki występują 63 gatunki ssaków, spośród których wiele zapisanych jest w Czerwonej Księdze.
W licznych zbiornikach wodnych na terenie kraju występują bobry europejskie i kanadyjskie, a także piżmaki i norki amerykańskie. Trzy ostatnie z wymienionych gatunków są przedstawicielami północnoamerykańskiej fauny, sprowadzonymi do Karelii. Także jenoty, pochodzące z Dalekiego Wschodu, pojawiły się w lasach Republiki dopiero w XX w. Od lat 60. w Karelii żyją dziki. W całym kraju żyją łosie, na północy – renifery, a na południu – także sarny. W rzadko zaludnionych rejonach występują ponadto dość licznie duże drapieżniki: niedźwiedzie, wilki, rysie i borsuki. Na terenie całego kraju żyją licznie gryzonie, zające, wiewiórki, a także nietoperze.

### Ptaki

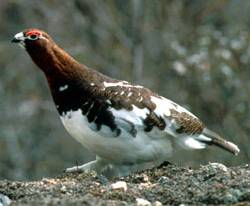
Pardwa mszarna – pospolity gatunek w Karelii

W Karelii żyje 285 gatunków ptaków, spośród których 36 zagrożonych jest wyginięciem i zapisanych w Czerwonej Księdze.
Do najliczniej występujących gatunków należą zięby, a także kuropatwy. W lasach żyją jarząbki, cietrzewie, głuszce i pardwy. Corocznie z południa na okres lęgowy do Karelii przylatują liczne gatunki gęsi. Z ptaków drapieżnych kraj zamieszkują sowy, jastrzębie i błotniaki, a także występujące nielicznie orły. Ptactwo wodne poza wymienionymi już gęsiami reprezentują m.in. rozmaite gatunki dzikich kaczek, spośród których najliczniejsze są edredony, a ponadto nury i kuliki, oraz liczne gatunki mew.

### Pozostałe zwierzęta
W Karelii, podobnie jak w innych północnych krainach gady występują dość nielicznie, na terenie kraju żyje jedynie 5 gatunków tych kręgowców, m.in. żmija zygzakowata, zaskroniec i dwa gatunki jaszczurek.
W wodach Karelii żyją liczne gatunki ryb, z których wiele ma znaczenie gospodarcze.
W okresie letnim w powietrzu latają chmary owadów, spośród których wiele gatunków jest dokuczliwych dla człowieka, gdyż odżywia się krwią kręgowców. Należą do nich liczne odmiany komarów, meszek. Na południu kraju żyją też inne żywiące się krwią bezkręgowce – kleszcze. Poza nimi występują także nieszkodliwe dla człowieka gatunki pajęczaków. W Karelii spotyka się też motyle.

## Ochrona środowiska
W związku z planami przyciągnięcia turystów do Karelii (co ma wydobyć gospodarkę rejonu z zapaści), jak też w wyniku ogólnoświatowych trendów ukierunkowanych na ochronę przyrody w ostatnich latach władze karelskie podejmują starania mające na celu poprawę stanu środowiska naturalnego. Starania te paradoksalnie ułatwia panujący w Republice kryzys gospodarczy, w wyniku którego część zakładów przemysłowych upadła, a inne zmniejszyły poziom produkcji, co zaowocowało zmniejszeniem zanieczyszczenia środowiska, a także spadkiem emisji gazów, zwłaszcza przyczyniającego się do powstawania kwaśnych deszczów dwutlenku siarki.
W celu zapewnienia ochrony zagrożonych gatunków władze lokalne wzmogły wysiłki w walce z kłusownictwem.

### Obszary chronione
Obszary bezpośrednio chronione zajmują 957,5 tys. ha i stanowią 5,3% całej powierzchni Karelii, wraz z obszarami chronionymi częściowo powierzchnia ta wzrasta do 2.287 tys. ha (tj. 12,7% powierzchni kraju). Na terenie kraju znajdują się 4 parki narodowe (Ładoskie Szkiery, Kalewalskij, Paanajarvi i Wodłozierskij) oraz trzy zapowiedniki (Rezerwat przyrody „Kiwacz”, Rezerwat przyrody „Kostomukszskij”, Rezerwat Kandałakszański}, a ponadto 46 obszarów chronionego krajobrazu i 108 pomników przyrody.

## Gospodarka
Gospodarka Karelii po rozpadzie Związku Radzieckiego przeżywa kryzys. Jego skutkiem pozagospodarczym jest zmniejszanie się liczby ludności w wyniku emigracji zarobkowej. Zasadniczymi źródłami utrzymania ludności republiki jest praca w szeroko rozumianej sferze usług oraz przemysł, natomiast rolnictwo i chów zwierząt nie odgrywają poważniejszej roli.

### Przemysł
Przemysł Karelii jest dość słabo rozwinięty, powstał on późno, dopiero w latach 30. XX w. Bazuje głównie na miejscowych bogactwach naturalnych. Dość dobrze rozwinięty jest przemysł leśny i związany z wytwórstwem wyrobów z drewna, celulozowo-papierniczy, a także wydobywczy i budowlany. Ponadto istnieją przemysł elektromaszynowy i metalurgiczny; opierają się one na przywożonych spoza Karelii surowcach. Głównym centrum przemysłowym kraju jest stolica – Pietrozawodsk, a także inne większe miasta, m.in. Kondopoga, Kostomuksza i Sortawała. W położonych nad Morzem Białym miastach Kiem i Biełomorsk rozwinięte jest przetwórstwo ryb. W Karelii istnieje także drobny przemysł spożywczy, produkujący głównie na potrzeby lokalnego rynku.

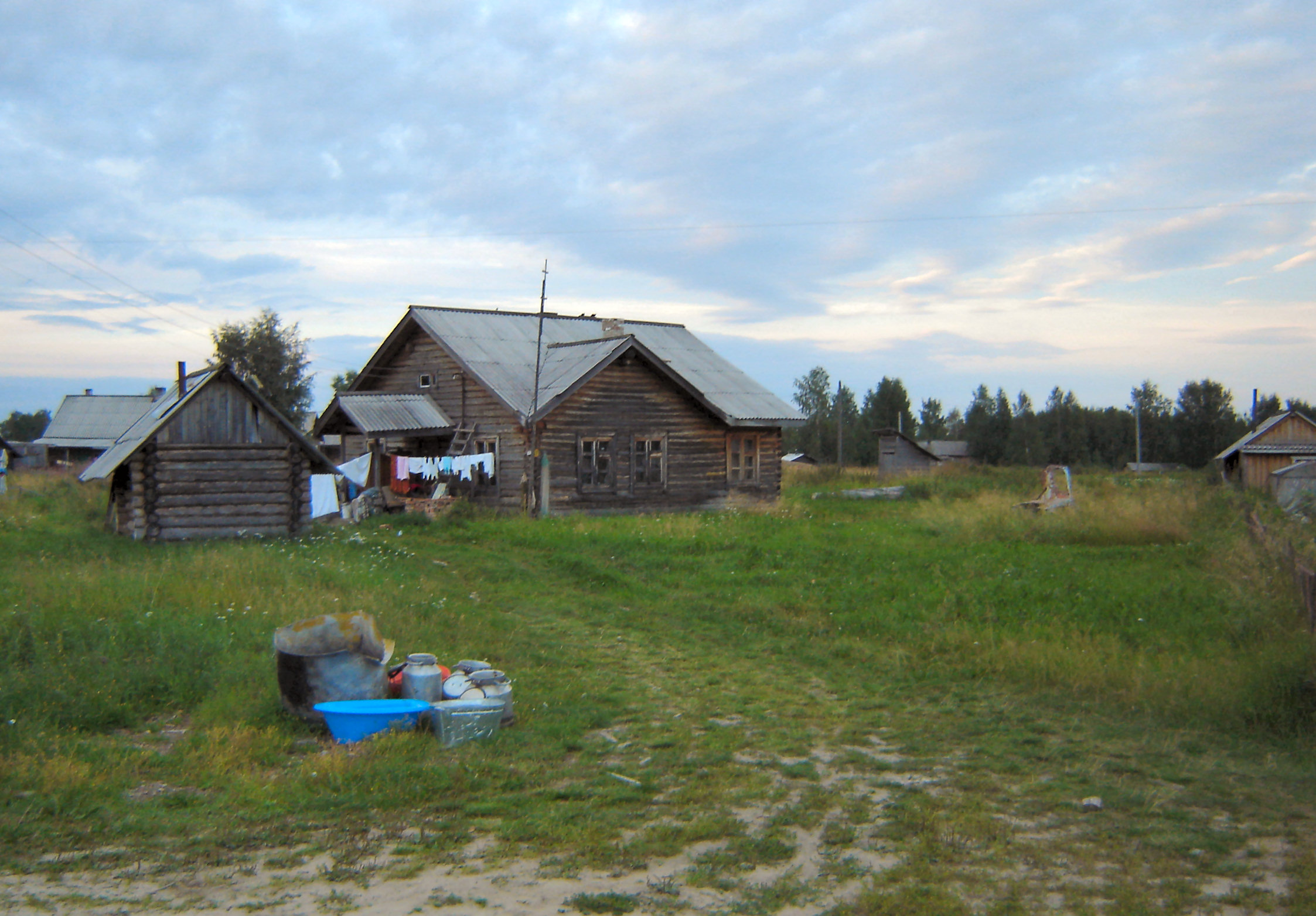
Typowa karelska wioska

### Rolnictwo i rybołówstwo

#### Uprawa ziemi
Rolnictwo z powodu warunków klimatycznych nie odgrywa większej roli w gospodarce kraju, rozwija ono się głównie na południu kraju, w rejonie miasta Sortawała nad Jeziorem Ładoga i nad jeziorem Onega (m.in. w okolicach Pietrozawodska).
Uprawiane są zboża, głównie jęczmień, żyto i owies, a także ziemniaki i niektóre odporne na niekorzystne warunki gatunki warzyw.
Na obszarach wiejskich duże znaczenie gospodarcze w sezonie letnim ma zbieranie owoców runa leśnego (m.in. malin, borówek i jagód).

#### Chów
Chów zwierząt, także prowadzony głównie na południu obejmuje bydło domowe i trzodę chlewną, a także drób. Bardziej na północ prowadzony jest chów głównie owiec, zaś na północnych krańcach kraju pojawiają się niekiedy renifery.
W Karelii duże znaczenie gospodarcze ma chów zwierząt futerkowych: pieśców (lisów polarnych), norek i tchórzy.

#### Rybołówstwo i myślistwo
Dostęp do Morza Białego i za jego pośrednictwem także do nieco dalej położonych północnych łowisk powoduje, iż duże znaczenie w gospodarce Karelii posiada rybołówstwo morskie. Poławiane są głównie śledzie, łososie i dorsze.
Gęsta sieć rzek i jezior (stanowiących 1/4 powierzchni Karelii) stwarza dogodne warunki także do prowadzenia rybołówstwa śródlądowego.
Myślistwo dla gospodarki Karelii ma znaczenie marginalne, jednak z powodu małego zaludnienia i licznych lasów ta dziedzina gospodarki daje utrzymanie dość dużemu procentowi populacji, zwłaszcza zamieszkującej słabo zamieszkane obszary na wschodzie i północy kraju. Przedmiotem polowań są zarówno gatunki dostarczające mięsa, jak i zwierzęta futerkowe.

#### Turystyka
W ostatnich latach władze karelskie, chcąc przezwyciężyć trwający od przełomu lat 80. i 90. kryzys ekonomiczny starają się przyciągnąć do Karelii turystów, zarówno z innych części Rosji, jak i zagranicy, przede wszystkim Finlandii. Jakkolwiek w latach 2001–2005 liczba odwiedzin republiki wzrosła z 1,35 mln do 1,6 mln, nie wpłynęło to jednak w istotny sposób na gospodarkę regionu.

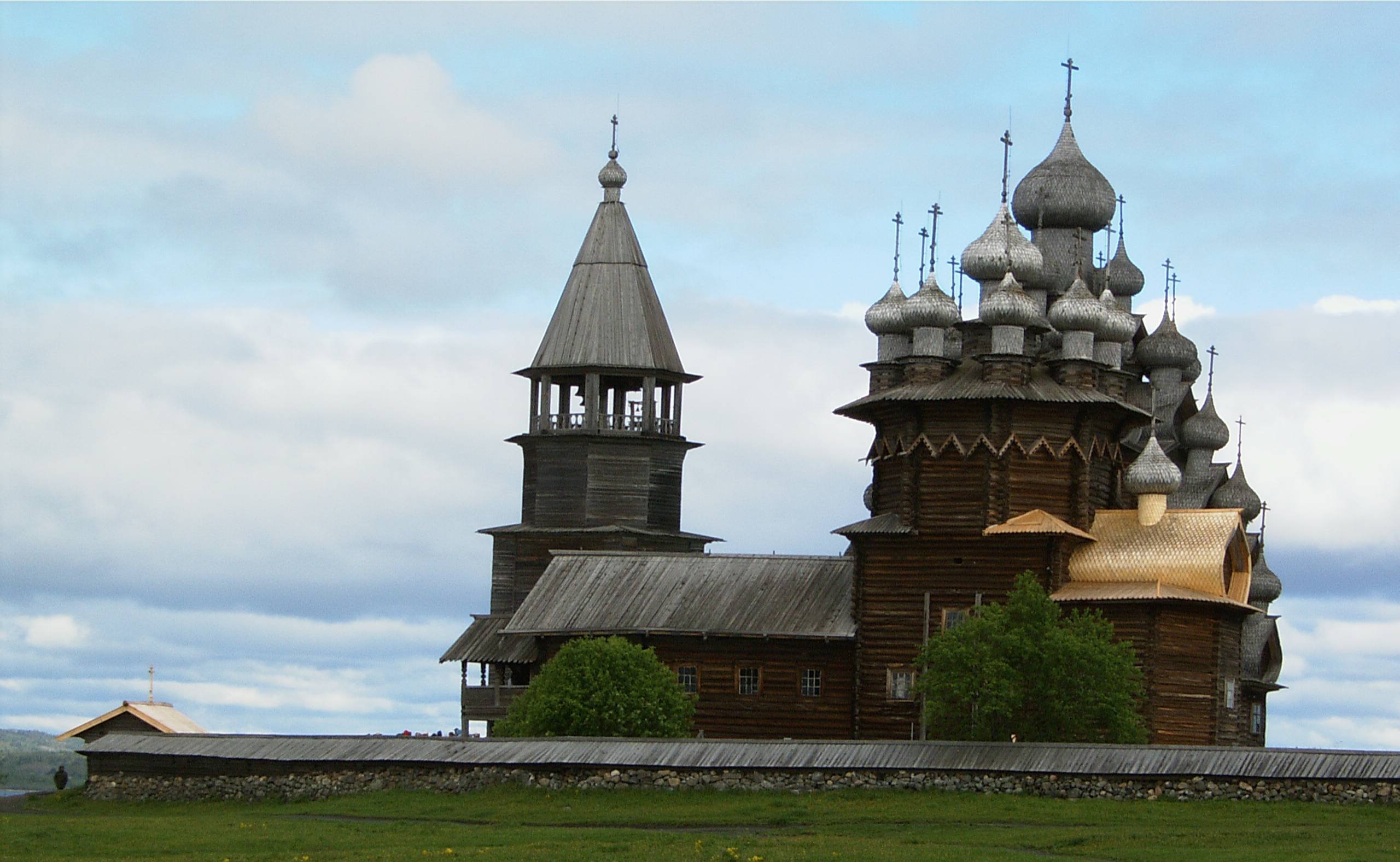
Cerkiew z dzwonnicą na wyspie Kiży

Głównymi atrakcjami turystycznymi w zamyśle władz mają być walory przyrodniczo-krajobrazowe karelskiej przyrody, w znacznym stopniu nieskażone wpływem cywilizacji oraz zabytki architektury. Spośród tych ostatnich jednym z najważniejszych jest wpisany na listę światowego dziedzictwa UNESCO kompleks zabytkowych zabudowań złożony z drewnianych kościołów, kaplic i domów na położonej na jeziorze Onega wyspie Kiży, a także zabudowania monastyru na wyspie Walaam. Ten ostatni obiekt wiele osób odwiedza z powodów religijnych.

### Bogactwa naturalne
W Karelii znajdują się liczne złoża surowców wykorzystywanych gospodarczo. Intensywnie pozyskiwane są miki i kwarc oraz różne inne materiały wykorzystywane w przemyśle budowlanym m.in. granity i marmury oraz azbest. Poza tym na terenie Republiki znajdują się złoża metali: rudy żelaza, tytanu, wanadu, molibdenu, oraz metali szlachetnych: złota i srebra, a także diamenty. W kilku miejscach odkryte zostały także złoża rud uranu, spośród których prawdopodobnie największe zlokalizowane są w okolicach jeziora Onega.
Karelia ma istotny udział w rosyjskim przemyśle drzewnym. Z kraju tego pochodzi 7,3% pozyskiwanego w Rosji drewna, wytwarza się 23% rosyjskiej produkcji papieru, 9% celulozy i 4% tarcicy. Karelia jest rosyjskim liderem w dziedzinie wytwarzania toreb papierowych (60% rosyjskiej produkcji). Poza przemysłem papierniczym Karelia liczy się jeszcze jako producent żelaza. 10% całego rosyjskiego wydobycia rudy tego metalu odbywa się na terenie republiki.

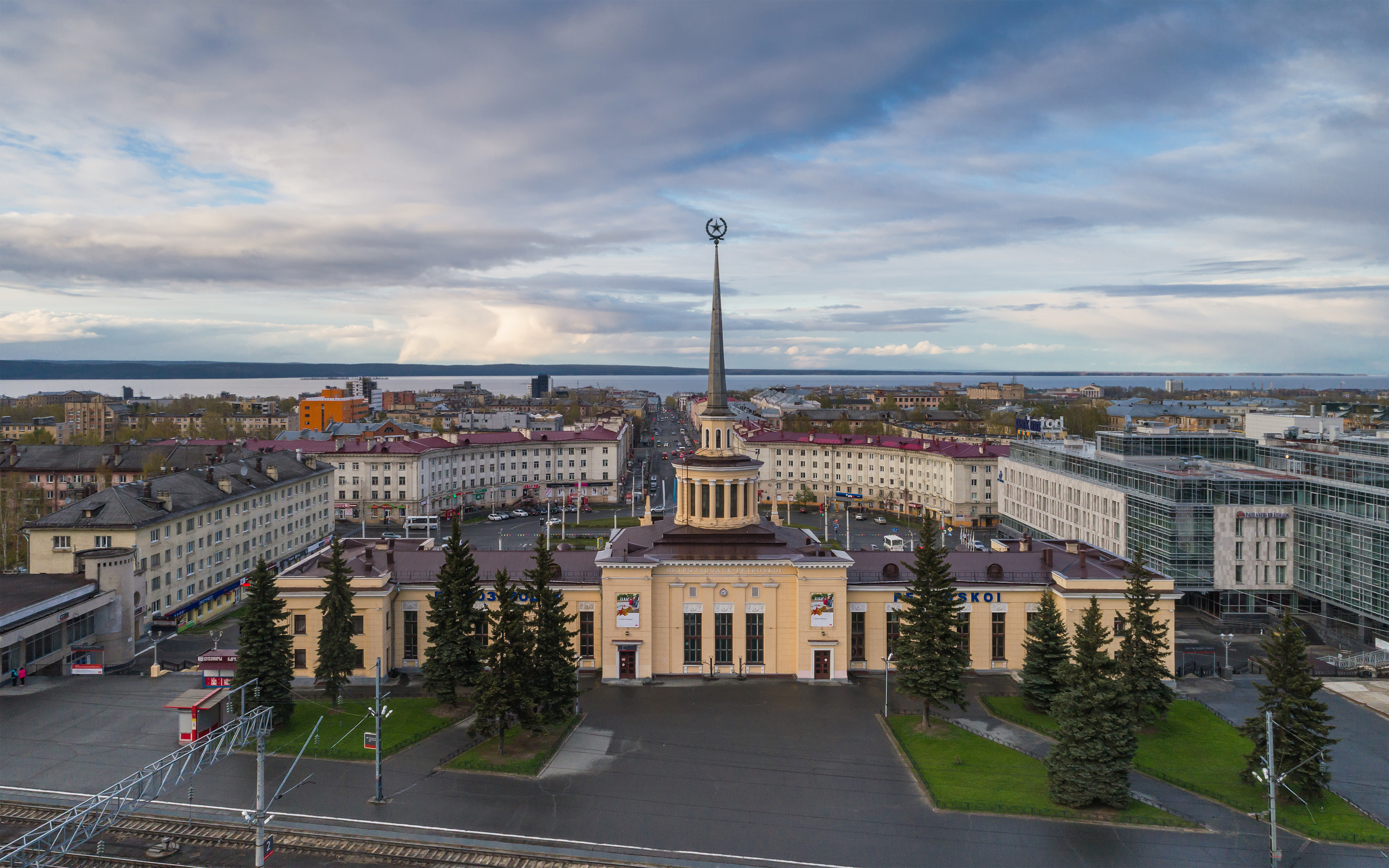
Dworzec kolejowy w Pietrozawodsku

## Transport
W Karelii w związku z niewielkim zaludnieniem sieć drogowa jest dość rzadka. Także linie kolejowe docierają tylko do największych miast. Główna magistrala kolejowa biegnie w pobliżu wybrzeża Morza Białego, od Pietrozawodska do położonego na dalekiej północy niezamarzającego portu Murmańsk. Z powodu dużych odległości spore znaczenie posiada natomiast transport lotniczy, a także wodny, poprzez gęstą sieć rzeczną. Przez teren Karelii przebiega szlak wodny łączący Morze Białe z Bałtykiem – Kanał Białomorsko-Bałtycki.

## Historia Karelii

### Nazwa kraju
Nazwa Karelii pochodzi od plemienia Karjala (Karelów), które zamieszkiwało te ziemie lub od nazwy miasta Koriela (Käkisalmi), obecnie leżącego w granicach obwodu leningradzkiego i noszącego miano Prioziorsk. Koriela była pierwszą stolicą Karelii, zaś nazwa miasta w tej właśnie formie została zapisana w staroruskich latopisach. Nie jest znana ówczesna forma tej nazwy w języku karelskim; w okresie późniejszym Karelowie nazywali to miasto mianem Käksalm.

### Tendencje autonomiczne i niepodległościowe
W listopadzie 1992 odbył się pierwszy narodowy zjazd Karelów, Finów i Wepsów. Miał on na celu wspólne działania w celu ochrony własnego dziedzictwa kulturalno-historycznego, walkę o przyznanie językowi karelskiemu statusu języka urzędowego oraz powstrzymanie procesu spadku udziału procentowego Ugrofinów w populacji kraju. Działania w tym kierunku doprowadziły do powołania 20 stycznia 1994 Wepskiej Gminy Narodowej – autonomicznej jednostki administracyjnej w obrębie Rejonu prionieżskiego.
Poza oficjalnymi organizacjami, dążącymi do poszerzenia sfery autonomii w ramach Rosji, działają też dwa bliżej nieokreślone ugrupowania mające na celu przyłączenie Karelii do Finlandii. Trudno oszacować skalę poparcia mieszkańców kraju dla tych idei, jednak prawdopodobnie nie jest to zbyt popularna koncepcja, gdyż narody potencjalnie zainteresowane takim rozwiązaniem, tj. Finowie i Karelowie stanowią zaledwie 1/8 populacji, a ponadto ci z mieszkańców Karelii, którzy (głównie z powodów ekonomicznych) chcieliby zamienić obywatelstwo rosyjskie na fińskie, nie starają się tego uzyskać w drodze zmiany przynależności politycznej kraju (co biorąc pod uwagę przyczyny polityczne i demograficzne jest nierealne), a wybierają emigrację. W samej Finlandii, starającej się utrzymywać poprawne stosunki z Rosją, żadna poważna siła polityczna nie występuje z podobnymi propozycjami.

## Ustrój polityczny
Karelia ma status podmiotu Federacji Rosyjskiej, co oznacza, iż posiada dość znaczny zakres autonomii w sprawach lokalnych. Podstawą lokalnego ustroju jest Konstytucja Karelii, uchwalona 12 lutego 2001. Jej postanowienia nie mogą być sprzeczne z konstytucją Rosji.
Głową kraju jest Naczelnik Republiki Karelia (ros. Глава Республики Карелия). Jest on wybierany na czteroletnią kadencję. Władzę wykonawczą sprawuje lokalny rząd. Władzę ustawodawczą sprawuje jednoizbowy parlament, Zgromadzenie Prawodawcze, także wybierane co 4 lata. W jego skład wchodzi 57 posłów. Kompetencje tego organu dotyczą spraw lokalnych, a akty prawne stanowione przez karelski parlament nie mogą być sprzeczne z prawem ogólnorosyjskim.

## Języki urzędowe
Jedynym językiem mającym status urzędowego jest język rosyjski. Oznacza to, że tylko w tym języku wydawane są akty prawne władz republiki.
Używany przez rdzenną ludność kraju – Karelów język karelski, nie ma statusu języka urzędowego, jednak posiada pewne przywileje, m.in. w systemie oświaty. W podobnej sytuacji jest język wepski – inny język autochtonicznych mieszkańców Karelii, używany przez ok. 3500 osób spośród 4870 Wepsów, zamieszkujących południowy wschód kraju.
W okresie istnienia Karelofińskiej SRR, drugim obok języka rosyjskiego językiem urzędowym, był bliski karelskiemu język fiński.
Sytuacja, iż język narodowy rdzennej ludności republiki nie posiada statusu urzędowego jest, jak na rosyjskie standardy w tym zakresie, bardzo nietypowa. Nawet bowiem języki znacznie mniejszych grup narodowościowych, stanowiących zdecydowanie mniejszą część populacji danych jednostek polityczno-administracyjnych posiadają (przynajmniej formalnie) status języka urzędowego, jeżeli obszary te mają charakter autonomiczny, a dany język jest językiem ludności rdzennej. Taki status posiada m.in. język mansyjski w Chanty-Mansyjskim OA-Jugrze, używany przez zaledwie 0,2% populacji (ok. 3,5 tys. osób), czy nawet niebędący językiem ludności rdzennej język jidisz w Żydowskim OA, którym posługuje się zalewie nieco ponad tysiąc osób (ok. 0,6% populacji tego obwodu).
Politycy karelscy (tzn. pochodzący z narodu Karelów) czynią starania o przyznanie językowi karelskiemu statusu języka urzędowego, jednak starania te napotykają na opór władz w Moskwie, czego głównym powodem jest używanie do zapisu tego języka alfabetu łacińskiego. Aż do lat 90. język ten nie miał formy literackiej, a i w dzisiejszych czasach znajomość nowo utworzonego słownictwa karelskiego w zakresie naukowym i politycznym jest niska nawet wśród osób na co dzień posługujących się tą mową. Dlatego też często jako formę oficjalną języka karelskiego traktuje się język fiński; w tym języku np. napisane były słowa hymnu Karelii (jako jedna z dwóch wersji językowych – obok rosyjskiej, do czasu, gdy za jedyną obowiązującą uznano wersję rosyjską).

## Miasta

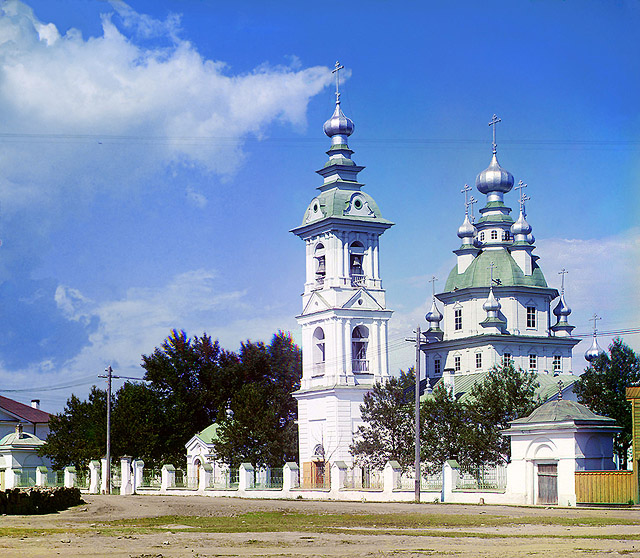
Cerkiew w stolicy republiki – Pietrozawodsku

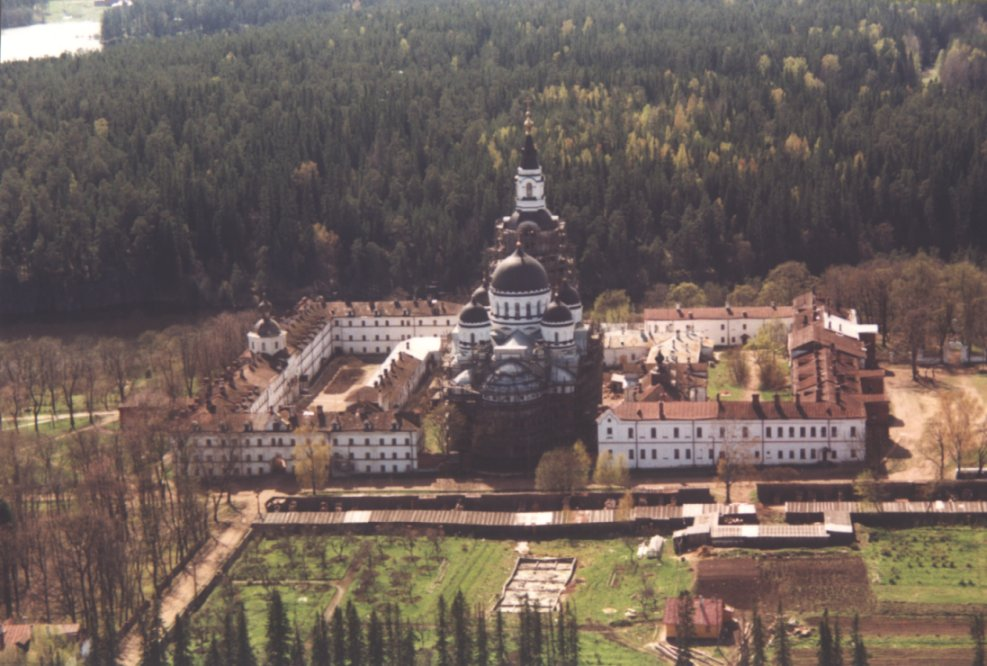
Monastyr w Walaam

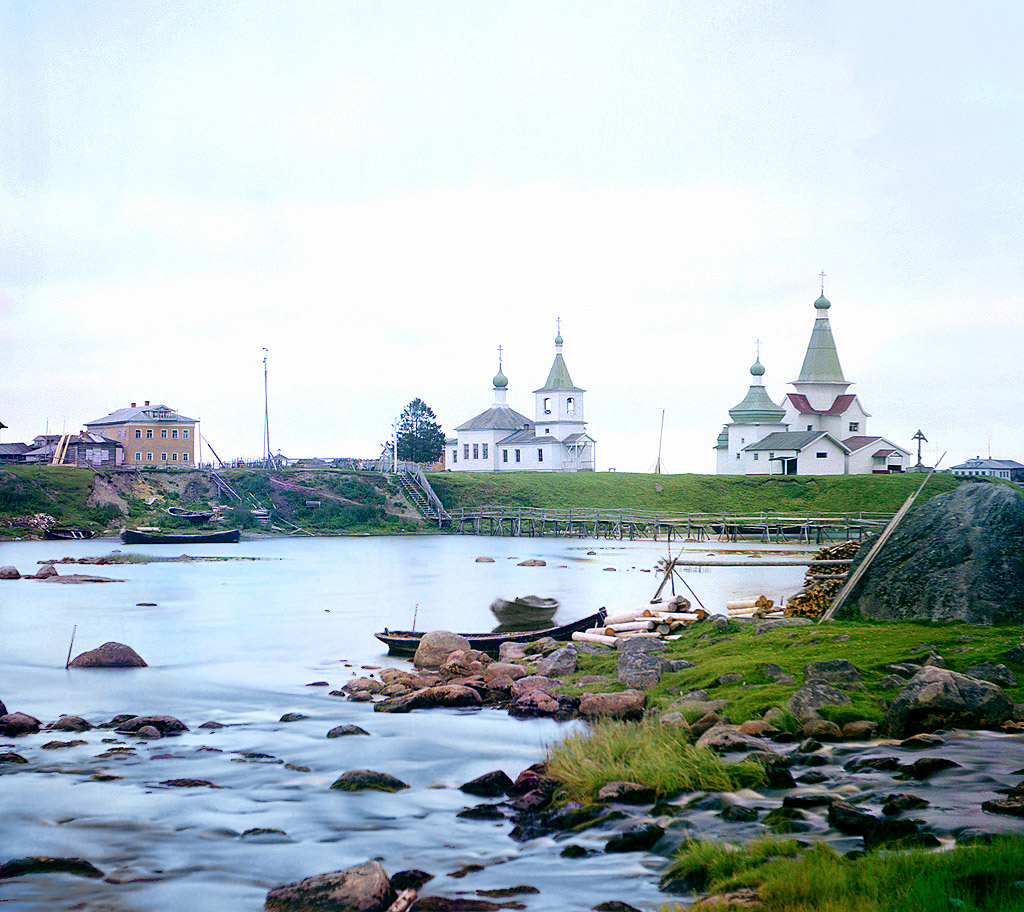
Kiem w 1911 r.

| Nazwa miasta    | Nazwa rosyjska | Nazwa fińska   | Liczba mieszkańców |
| --------------- | -------------- | -------------- | ------------------ |
| Pietrozawodsk   | Петрозаводск   | Petroskoi      | 266 011            |
| Kondopoga       | Кондопога      | Kontupohja     | 34 381             |
| Siegieża        | Сегежа         | Sekee          | 33 585             |
| Kostomuksza     | Костомукша     | Kostamus       | 29 761             |
| Sortawała       | Сортавала      | Sortavala      | 20 484             |
| Miedwieżjegorsk | Медвежьегорск  | Karhumäki      | 16 551             |
| Kiem            | Кемь           | Kemi           | 14 119             |
| Pitkiaranta     | Питкяранта     | Pitkäranta     | 13 151             |
| Biełomorsk      | Беломорск      | Sorokka        | 12 604             |
| Suojarwi        | Суоярви        | Suojärvi       | 11 489             |
| Nadwojcy        | Надвоицы       | Vojatsu        | 10 774             |
| Pudoż           | Пудож          | Puutoinen      | 10 237             |
| Ołoniec         | Олонец         | Aunus          | 9816               |
| Łachdienpochja  | Лахденпохья    | Lahdenpohja    | 8532               |
| Łouchi          | Лоухи          | Louhi          | 5646               |
| Kalewała        | Калевала       | Kalevala/Uhtua | 5459               |
| Pinduszy        | Пиндуши        | Pinduinen      | 5194               |
| Priaża          | Пряжа          | Prääsä         | 4248               |
| Mujezierskij    | Муезерский     | Muujärvi       | 3969               |
| Czupa           | Чупа           | Tšuuppa        | 3793               |
| Chielula        | Хелюля         | Helylä         | 3131               |
| Wiartsila       | Вяртсиля       | Värtsilä       | 3107               |
| Piaoziorskij    | Пяозёрский     | Pääjärvi       | 2572               |
| Powieniec       | Повенец        | Poventsa       | 2560               |

## Demografia

### Spadek liczby ludności
Liczba mieszkańców Karelii, podobnie jak całej Rosji zmniejsza się. Proces ten w Karelii zaczął się wcześniej niż w reszcie Federacji Rosyjskiej, bo już na początku lat 90. i przybrał większe rozmiary. Od 1989 liczba mieszkańców spadła o 12,5% (w całej Rosji – o ok. 3%). Jest to spowodowane niskim poziomem przyrostu naturalnego oraz emigracją części ludności: Rosjanie wyjeżdżają do dużych miast położonych w Rosji właściwej, głównie Sankt Petersburga i Moskwy, a Karelowie – do Finlandii.
W 2005 kraj zamieszkiwało 703 080 osób, co oznacza, iż od spisu powszechnego z 2002 populacja Republiki zmniejszyła się o ponad 13 tys. ludzi (tj. ponad 1,8%). W 2006 liczba mieszkańców zmniejszyła się do 697 500.
| Rok  | Liczba ludności |
| ---- | --------------- |
| 1897 | 215 000         |
| 1926 | 261 000         |
| 1939 | 469 000         |
| 1950 | 445 000         |
| 1951 | 482 000         |
| 1959 | 651 000         |
| 1961 | 662 000         |
| 1970 | 713 000         |
| 1971 | 710 000         |
| 1975 | 728 000         |
| 1979 | 736 000         |
| 1981 | 746 000         |
| 1985 | 773 000         |
| 1987 | 795 000         |
| 1989 | 790 150         |
| 1992 | 800 000         |
| 1994 | 794 000         |
| 1996 | 785 000         |
| 1998 | 776 000         |
| 2000 | 766 400         |
| 2001 | 761 800         |
| 2002 | 716 281         |
| 2005 | 703 080         |
| 2006 | 697 500         |

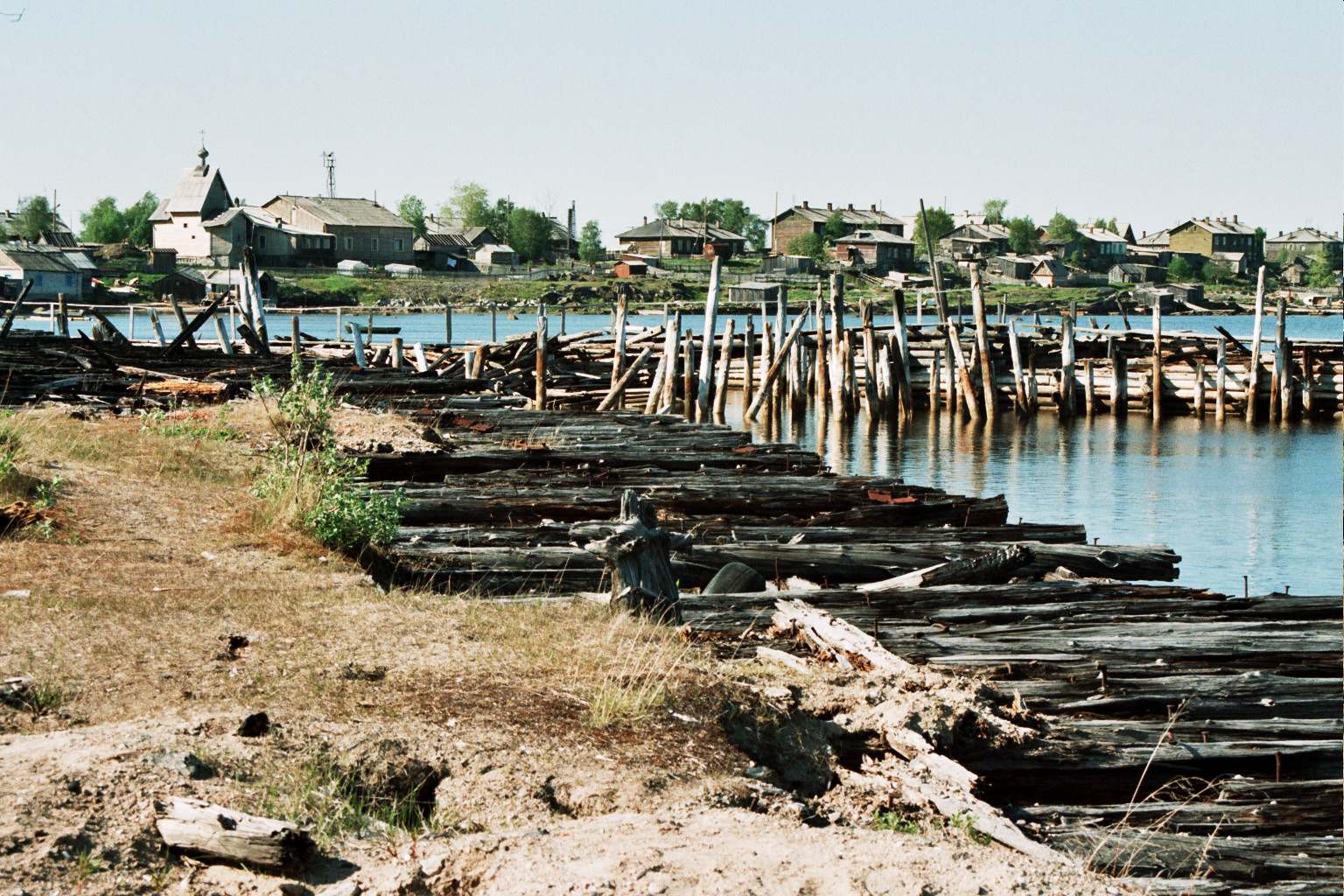
Port w Kiemie

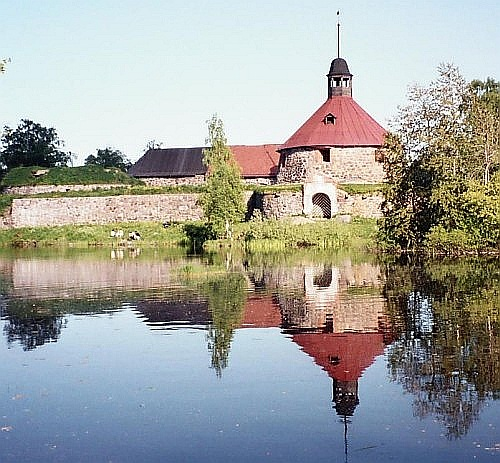
Zamek w Prioziorsku – dawniej Korieli, średniowiecznej stolicy Karelii (obecnie miasto to znajduje się poza granicami Karelii, ok. 20 km na południe, w obwodzie leningradzkim)

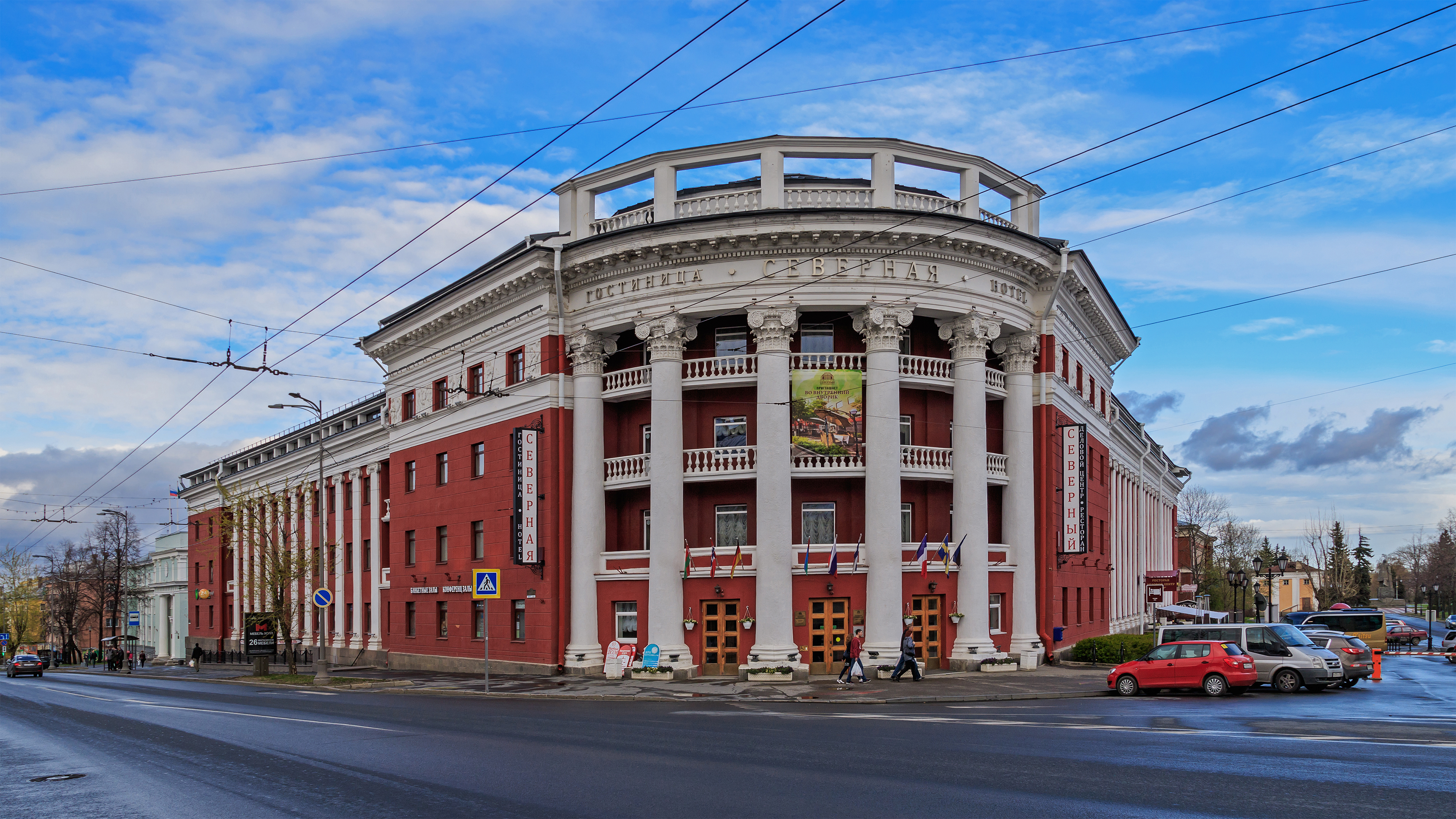
Jeden z budynków Pietrozawodska

Duża różnica w liczbie ludności pomiędzy rokiem 2001 (761,8 tys. osób) a rokiem 2002 (716,3 tys.) jest wynikiem przeprowadzenia w Rosji spisu powszechnego, który zweryfikował faktyczną wielkość populacji. W rzeczywistości bowiem ów ubytek wykazany w latach 2001–2002 powstawał stopniowo w okresie wcześniejszym, jednak nie odnotowały go oficjalne statystyki.

### Gęstość zaludnienia
Gęstość zaludnienia na terenie kraju średnio wynosi 4,1 os./km², jednak istnieją duże różnice pomiędzy poszczególnymi częściami kraju. I tak w okolicach miast jest to kilkaset os./km², zaś w rejonach północnych 1 osoba przypada na kilka – kilkanaście km².
Blisko 40% całej populacji zamieszkuje stolicę kraju – Pietrozawodsk.

### Narodowości
Rdzenną ludnością kraju są ugrofińscy Karelowie (od których pochodzi nazwa kraju), zaś na południowym skrawku, nad jeziorem Onega – także Wepsowie. W wyniku osadnictwa rosyjskiego już od końca XIX w. Karelowie stanowią mniejszość narodową, zaś zdecydowaną większość stanowią osiadli w Karelii Rosjanie.

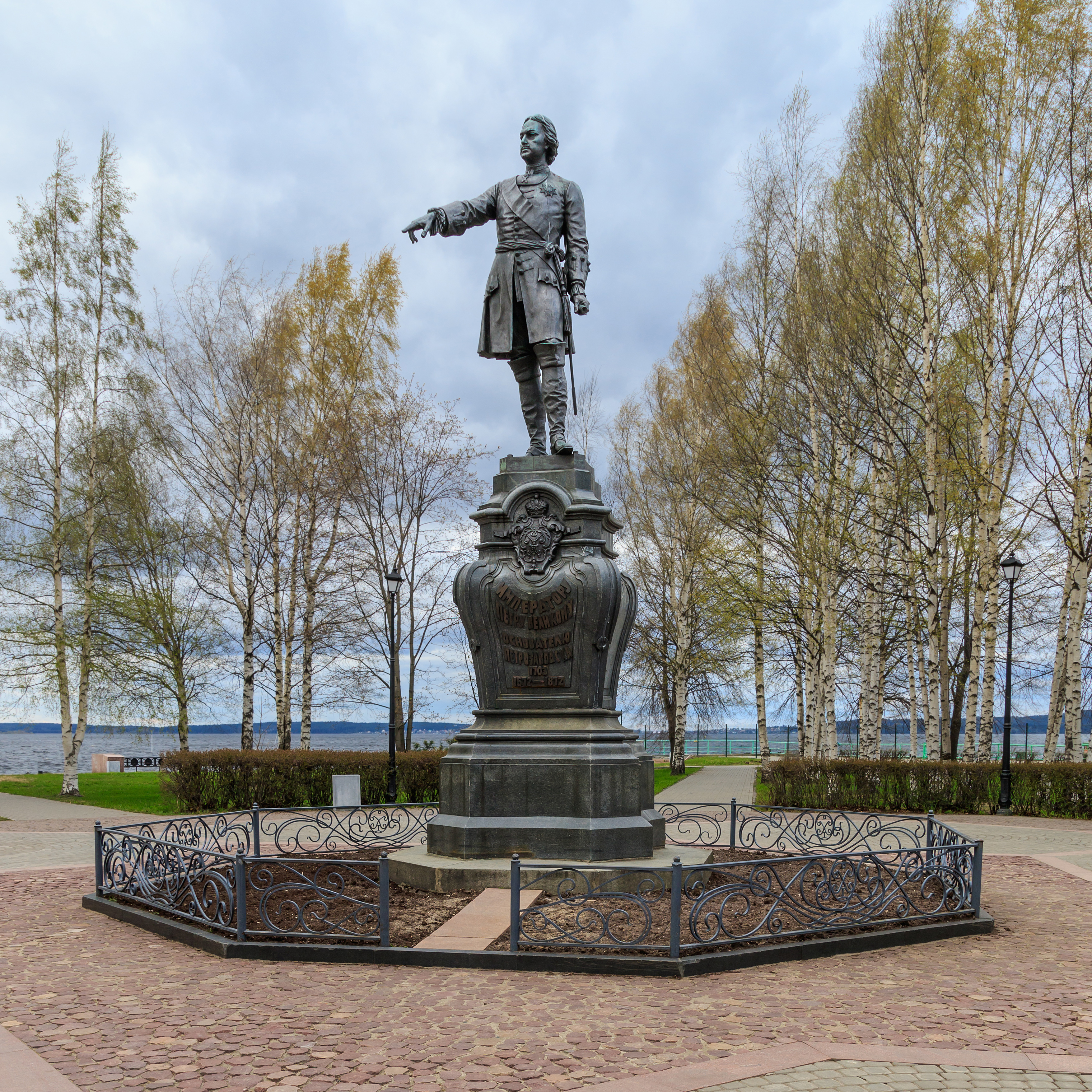
Pietrozawodsk

Narodowości zamieszkujące Karelię (2002)
- Rosjanie – 548 941 (76,6%)
- Karelowie – 65 651 (9,2%)
- Białorusini – 37 681 (5,3%)
- Ukraińcy – 19 248 (2,7%)
- Finowie – 14 156 (2,0%)
- Wepsowie – 4870 (0,7%)
- pozostali – 25 734 (3,5%)

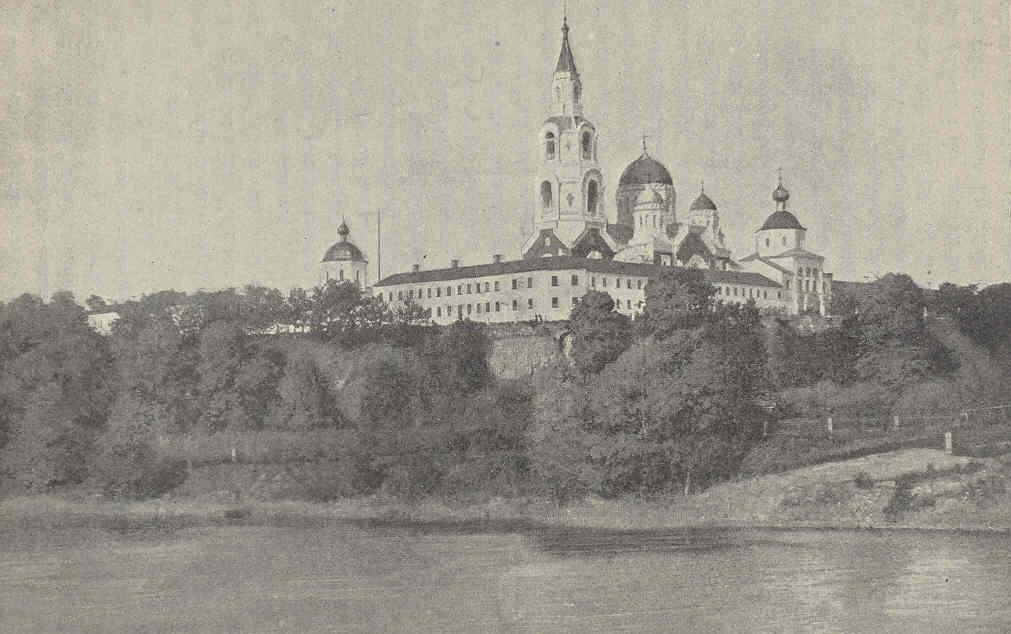
Monastyr w Walaam – widok archiwalny (ok. 1901 r.)

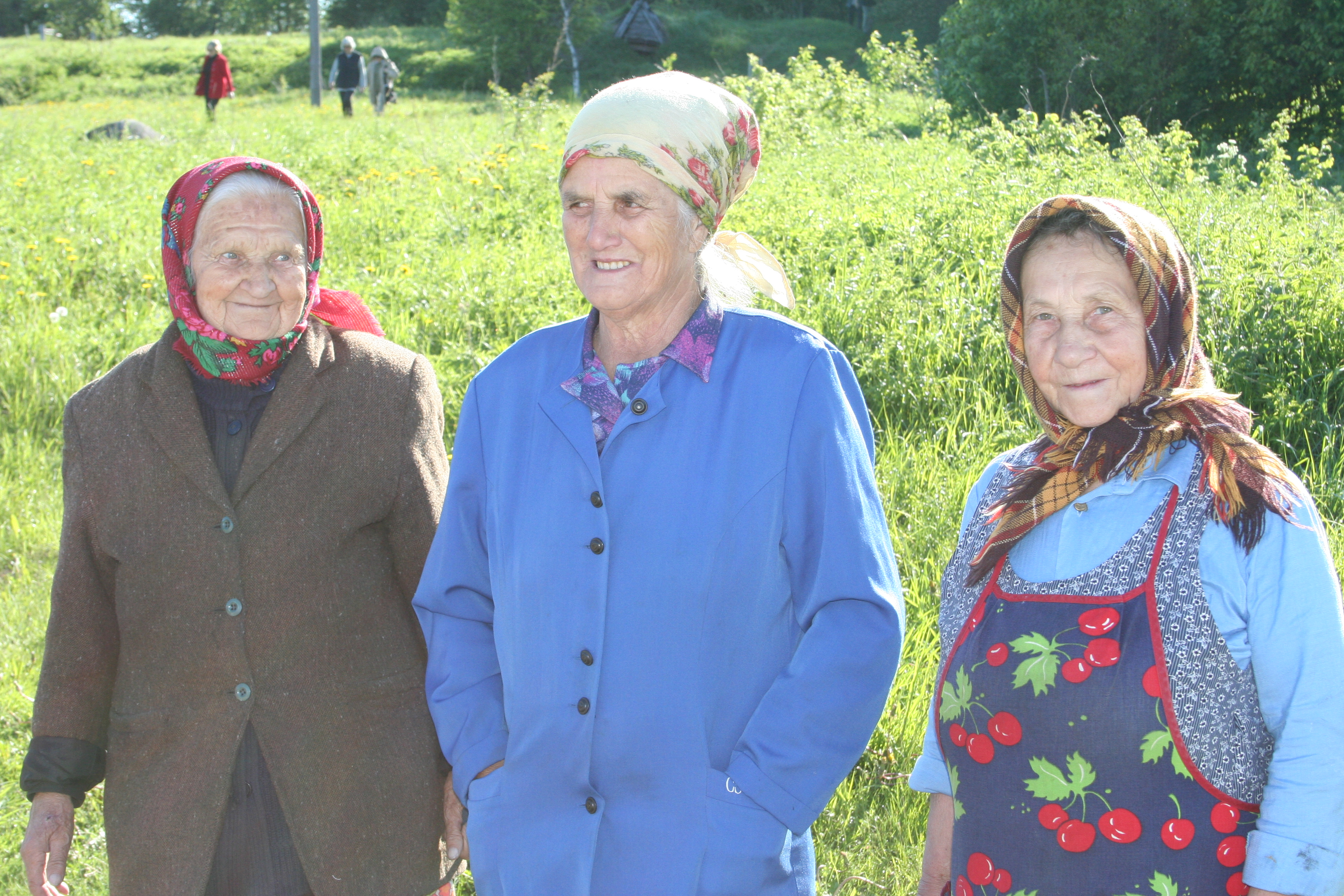
Kobiety z rdzennego narodu Republiki – Karelów

Od 2. połowy XIX w. Karelowie, zamieszkujący obszar Karelii od czasów przedhistorycznych stanowią mniejszość narodową na swoich ziemiach, a ich udział w populacji kraju systematycznie spada. Za czasów Związku Radzieckiego szybki spadek odsetka mieszkańców Karelii deklarujących narodowość karelską wynikał z intensywnego osadnictwa rosyjskiego w Karelii, a także procesów asymilacyjnych, które doprowadziły nie tylko do spadku udziału procentowego Karelów w populacji, ale wręcz do zmniejszenia się liczby osób tej narodowości z ponad 100 tys. w latach 40. do niespełna 80 tys. w końcu lat 80. Po rozpadzie ZSRR główną przyczyną dalszego zmniejszania się liczby Karelów jest niski przyrost naturalny, a także większy niż w przypadku innych narodów poziom emigracji, zwłaszcza wśród ludzi młodych, którzy wyjeżdżają głównie do Finlandii.
| rok    | procentowy udział Karelów | liczba Karelów (w tys.) |
| ------ | ------------------------- | ----------------------- |
| 1897   | 42,3%                     | 90,9                    |
| 1926   | 38,2%                     | 99,7                    |
| 1939   | 23,2%                     | 108,8                   |
| 1959   | 13,1%                     | 85,3                    |
| 1970   | 11,8%                     | 84,1                    |
| 1979   | 11,1%                     | 81,7                    |
| 19891) | 10,0%                     | 79,0                    |
| 2002   | 9,2%                      | 65,7                    |

1) dane szacunkowe.

### Wyznania

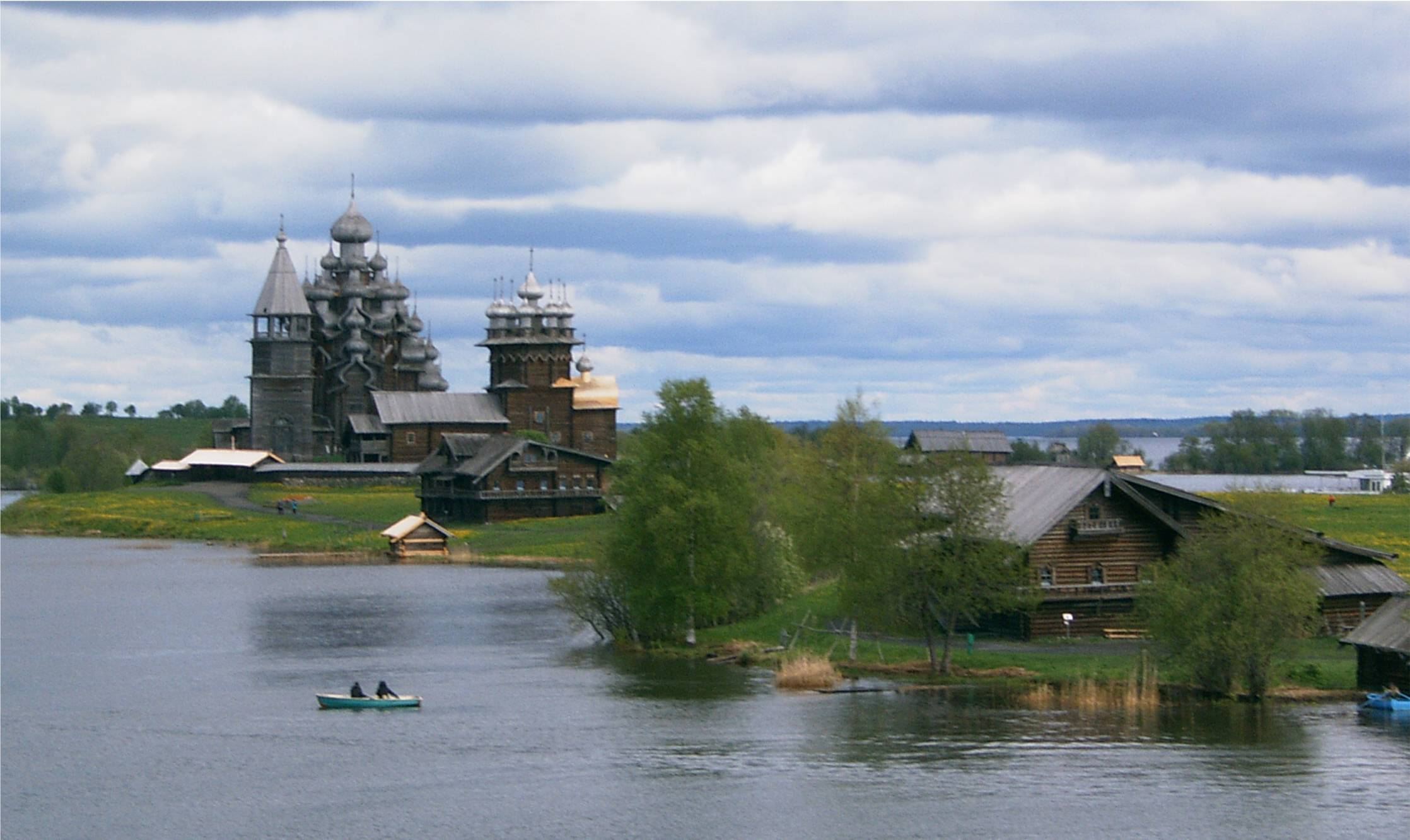
Położona na jeziorze Onega karelska wyspa Kiży

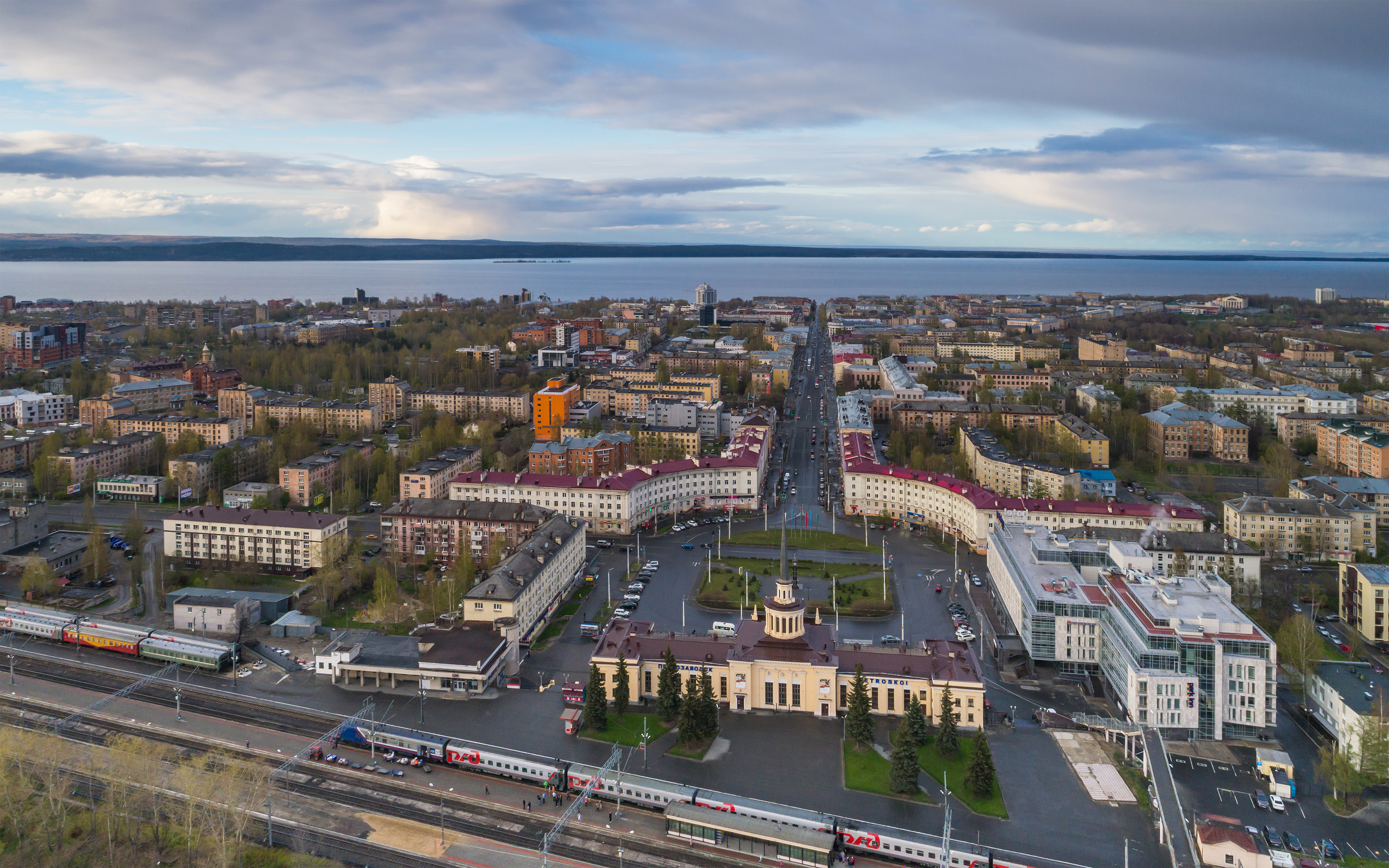
Plac Gagarina w Pietrozawodsku

Po okresie przymusowej ateizacji w okresie ZSRR obecnie większość mieszkańców powraca do religii. Trudno jest określić, jaka część społeczeństwa jest niewierząca, natomiast spośród pozostałych zdecydowana większość wyznaje prawosławie, które jest tradycyjną religią zarówno autochtonicznych Karelów (czym różnią się od bliskich językowo, lecz wyznających luteranizm Finów), jak i napływowych Rosjan. Z mniejszości religijnych występuje głównie luteranizm, wyznawany przez mniejszość fińską. W ostatnich latach na terenie kraju pojawiła się pewna liczba misjonarzy ze Stanów Zjednoczonych i Europy Zachodniej, którzy propagują wśród ludności wyznania wywodzące się z tradycji protestanckiej, jednak ich działalność ogranicza się do terenów dużych miast, zwłaszcza Pietrozawodska, i tam istnieją mniejszościowe grupy religijne, jak np. baptyści czy Świadkowie Jehowy.

### Statystyka demograficzna
Według danych ze spisu powszechnego z 2002 Karelię zamieszkiwało 716 281 osób.
- Ludność według miejsca zamieszkania:
Ludność miejska: 537 395 (75%)
Ludność wiejska: 178 886 (25%)
- Ludność według płci:
Mężczyźni: 331 505 (46,3%)
Kobiety: 384 776 (53,7%)
Liczba kobiet przypadających na 1000 mężczyzn: 1161
- Ludność według wieku:
Średnia wieku: 37,1 lat
Średnia wieku w mieście: 35,9 lat
Średnia wieku na wsi: 40,6 lat
Średnia wieku mężczyzn: 33,9 lat
Średnia wieku kobiet: 39,9 lat
- Gospodarstwa domowe:
Liczba gospodarstw domowych ogółem: 279 915 (z 701 314 osobami)
Liczba gospodarstw domowych w miastach: 208 041 (z 525 964 osobami)
Liczba gospodarstw domowych na wsiach: 71 874 (z 175 350 osobami)
- Przyrost naturalny: –8,2‰
Liczba urodzeń: 6952 (wskaźnik: 9,9‰)
Liczba zgonów: 12 649 (wskaźnik: 18,1‰)
Ubytek naturalny: 5 697(wskaźnik: 8,2‰)

## Kultura
Kultura Karelii składa się z dwu niezależnych kultur: pierwszą z nich jest kultura Karelów, kształtująca się na terenie kraju od dwóch tysięcy lat, zaś drugą jest kultura rosyjska, przywieziona przez osadników z tego kraju, która od XIX dominuje w życiu Karelii. (Kultura rosyjska omówiona jest w artykułach o Rosji i Rosjanach).

### Kultura karelska

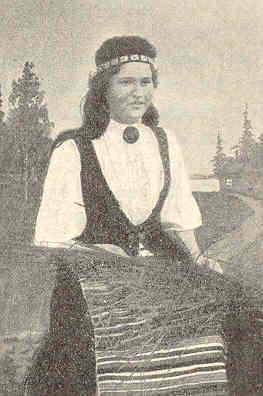
Tradycyjny karelski strój kobiecy

Rdzenna karelska kultura jest blisko związana z kulturą fińską, istnieją jednak między nimi pewne różnice wynikające z faktu, iż kultura Karelii kształtowała się pod silnym wpływem kultury rosyjskiej, podczas gdy na kulturę Finlandii mocno oddziaływała kultura szwedzka. Drugi rodzaj różnic ma źródło w fakcie, iż Karelowie związani byli z prawosławiem, podczas gdy Finowie wyznawali początkowo katolicyzm, a od XVII w. – luteranizm.
Tradycyjna kultura Karelów jest typową kulturą ludową, co wynika z faktu, iż elity kraju były od XV w. obcego pochodzenia, a Karelowie stanowili ludność chłopską.
W sferze materialnej kultura ta wyraża się w głównie w budownictwie, zarówno mieszkalnym, jak i sakralnym, w rzemiośle artystycznym, strojach ludowych (które w użyciu były dłużej, niż w innych częściach Europy), a także w tradycyjnej muzyce.

#### Literatura
Literatura karelska długo funkcjonowała jedynie w formie ustnej, jako przekazywane z pokolenia na pokolenie opowieści. W formie pisanej zaczęła rozwijać się późno, co związane było z faktem, iż wykształcone jednostki szybko ulegały wynarodowieniu, zaś ludność chłopska, kultywująca rodzime tradycje zazwyczaj nie potrafiła pisać. Ponadto istniała tendencja do postrzegania karelskiej literatury jako wycinka literatury fińskiej, co powodowało, iż najważniejszym karelskim utworem literackim jest wspólny z Finami epos Kalevala, pochodzący prawdopodobnie z I tys. n.e., jednak spisany dopiero w 1835, na który składają się stare legendy przekazywane drogą ustną, zwane runami.

#### Budownictwo

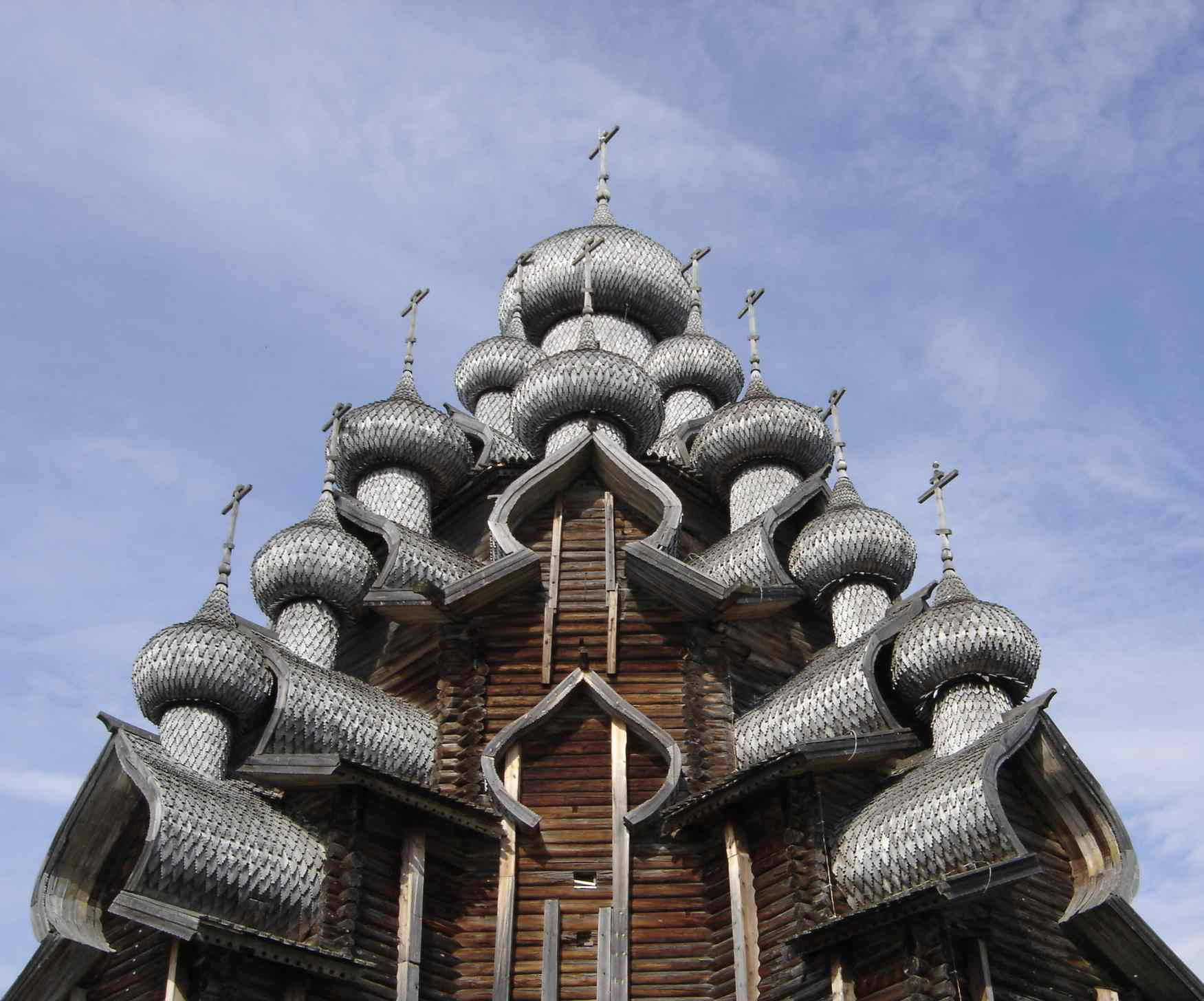
Zabudowania sakralne na Kiży

Budownictwo mieszkalne na terenie Karelii charakteryzowało się prostotą formy i dążeniem do zapewnienia ochrony przed warunkami atmosferycznymi, zaś tendencje artystyczne realizowano głównie stosując zdobnictwo wnętrz mieszkań, jedynie w miastach, pod wpływem trendów zagranicznych, budując domy mieszkalne w większym stopniu dbano o ich stronę estetyczną.
Znacznie bardziej artystyczny charakter miało w Karelii budownictwo sakralne, obejmujące cerkwie i kaplice.
Na terenie Karelii znajdują się zabytki budownictwa sakralnego o znaczeniu światowym. Należy do nich zespół murowanych budynków monastyrskich na położonej na jeziorze Ładoga wyspie Walaam (walaamski monastyr) oraz podobny, lecz znacznie większy zespół drewnianych budynków, obejmujący także inne niż cerkiewne zabudowania, położony na wyspie Kiży, na jeziorze Onega. Ten ostatni wpisany został na listę światowego dziedzictwa UNESCO.

#### Muzyka
Karelia posiada stare i bogate tradycje muzyki ludowej, która oddziaływała na rozwój muzyki ludów sąsiednich, głównie Finów. Jean Sibelius stworzył suitę Karelia. Tradycyjna muzyka długo opierała się na pentatonice. Najstarszymi utworami były zawołania na zwierzęta, lamenty pogrzebowe i płacze weselne oraz pieśni pasterskie. Jednym z typów muzycznych, jaki wykształcił się w Karelii były pieśni, początkowo o charakterze zalotnym zwane joiku. W okresie późniejszym bardzo wyraźny wpływ na rozwój muzyki karelskiej wywarła muzyka rosyjska.

## Podział administracyjny

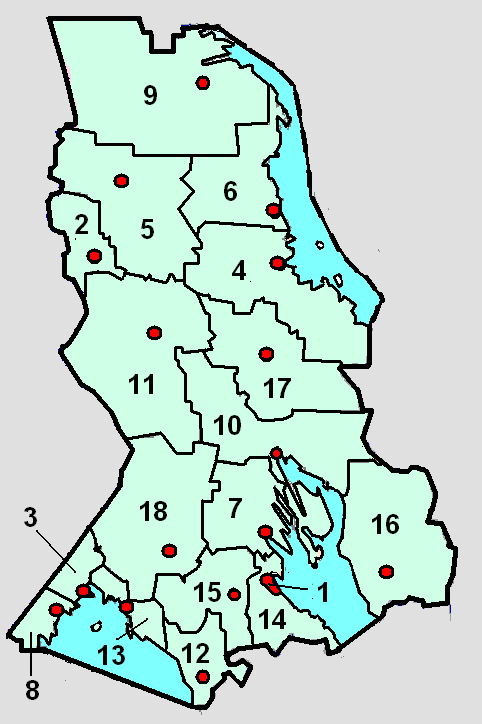
Podział administracyjny Karelii. Czerwone punkty w granicach rejonu pokazują położenie ośrodka administracyjnego.
1. rejon miejski Pietrozawodsk
2. rejon miejski Kostomuksza
3. rejon miejski Sortawała
4. rejon biełomorski
5. rejon kalewalski
6. rejon kiemski
7. rejon kondopożski
8. rejon łachdienpochski
9. rejon łouchski
10. rejon miedwieżjegorski
11. rejon mujezierski
12. rejon ołoniecki
13. rejon pitkiarancki
14. rejon prionieżski
15. rejon priażyński
16. rejon pudożski
17. rejon siegieżski
18. rejon suojarwski

Karelia podzielona jest na 15 rejonów oraz obszary 3 miast wydzielone, stanowiące rejony miejskie, obejmujące teren miasta głównego i jego najbliższą okolicę (niekiedy dość dużą, np. rejon miejski Sortawała ma powierzchnię 2,1 tys. km²).
Ponadto w ramach Rejonu prionieżskiego od 20 stycznia 1994 funkcjonuje autonomiczna jednostka administracyjna północnego odłamu ludu Wepsów – Wepska Gmina Narodowa.
Tablice pojazdów zarejestrowanych w Karelii mają oznaczenie 10 w prawym górnym rogu nad flagą Rosji i literami RUS.

### Rejony miejskie
| Rejon miejski | Nazwa rosyjska | Liczba mieszkańców (1 stycznia 2005) | w tym samo miasto |
| ------------- | -------------- | ------------------------------------ | ----------------- |
| Pietrozawodsk | Петрозаводск   | 266 422                              | 266 011           |
| Kostomuksza   | Костомукша     | 30 283                               | 29 761            |
| Sortawała     | Сортавала      | 34 669                               | 20 484            |

### Rejony
Pozostała powierzchnia Republiki podzielona jest na rejony.
| Rejon            | Nazwa rosyjska                  | Ludność (1 stycznia 2005) | w tym miasto | w tym wieś | Ośrodek administracyjny |
| ---------------- | ------------------------------- | ------------------------- | ------------ | ---------- | ----------------------- |
| Biełomorski      | Беломорский район               | 23 058                    | 12 604       | 10 454     | Biełomorsk              |
| Kalewalski       | Калевальский национальный район | 10 252                    | 5 459        | 4 793      | Kalewała                |
| Kiemski          | Кемский район                   | 19 952                    | 14 119       | 5 833      | Kiem                    |
| Kondopożski      | Кондопожский район              | 43 661                    | 34 381       | 9 280      | Kondopoga               |
| Łachdienpochski  | Лахденпохский район             | 15 986                    | 8 532        | 7 454      | Łachdienpochja          |
| Łouchski         | Лоухский район                  | 19 036                    | 12 011       | 7 025      | Łouchi                  |
| Miedwieżjegorski | Медвежьегорский район           | 36 975                    | 24 305       | 12 670     | Miedwieżjegorsk         |
| Mujezierski      | Муезерский район                | 15 852                    | 3 969        | 11 883     | Mujezierskij            |
| Ołoniecki        | Олонецкий район                 | 26 289                    | 9 816        | 16 473     | Ołoniec                 |
| Pitkiarancki     | Питкярантский район             | 23 181                    | 13 151       | 10 030     | Pitkiaranta             |
| Prionieżski      | Прионежский район               | 21 546                    | –            | 21 546     | Pietrozawodsk           |
| Priażyński       | Пряжинский район                | 17 673                    | 4 248        | 13 425     | Priaża                  |
| Pudożski         | Пудожский район                 | 26 338                    | 10 237       | 16 101     | Pudoż                   |
| Siegieżski       | Сегежский район                 | 48 731                    | 44 359       | 4 372      | Siegieża                |
| Suojarwski       | Суоярвский район                | 23 176                    | 11 489       | 11 687     | Suojarwi                |